# ねじ
ねじ（螺子、螺旋、英: screw）とは、円筒や円錐の面に沿って螺旋状の溝を設けた固着具。

## 概要
主として別個の部材の締結に用いられる。また、回転運動と直線運動との変換などにも用いられる。
ボルトのように外表面にねじ山がある「おねじ」（雄ねじとも書く）とナットのように内表面にねじ山のある「めねじ」（雌ねじとも書く）がある。多くは、おねじとめねじの組み合わせで使用される。なお、後者がなく木材や薄い金属などの部材に穴を開けながら締結するもので、タッピングネジ、木ねじ（もくねじ）と呼ばれるものがある。
これらの他にも、ぜんまいやぜんまいを巻く装置もねじと呼ばれる。言葉の比喩として「ねじを巻く」とは、ぜんまいに動力を与えるところから、誰かを、何かを『追い込む』の意味として使われる。
長方形の一対角を直線で結び、この長方形を巻いて円筒とした時、対角線は「つる巻き線 (helix)」と呼ばれる三次元曲線を描く。ねじは、このつる巻き線に沿って溝を形成したものである。
今日ではねじはあらゆる用途で大量に使用されており、その多くはボルトやナット、木ねじなどによる締結用途である。また、ねじは各種の機械の運動や位置決めなどでも欠かせないものとなっている。このため「産業の塩」と呼ばれることもある。ねじメーカーの日東精工は本体直径0.6ミリメートルというねじも開発しており、これを世界最小としている。

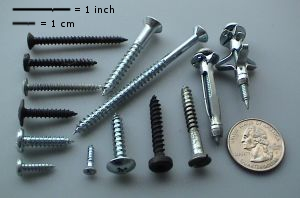
「木ねじ」など、ナットを使わないねじ類

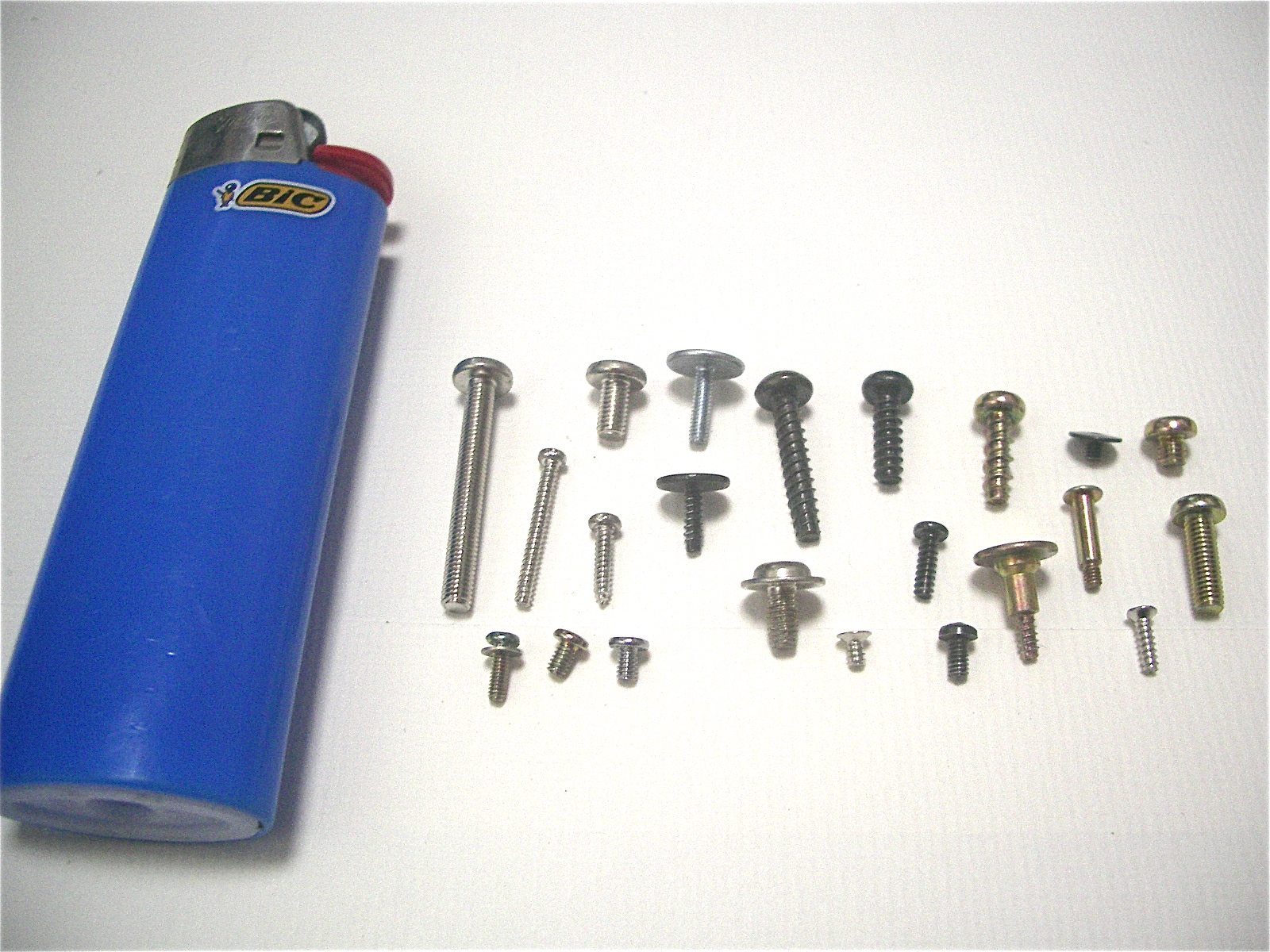
多種多様なねじ

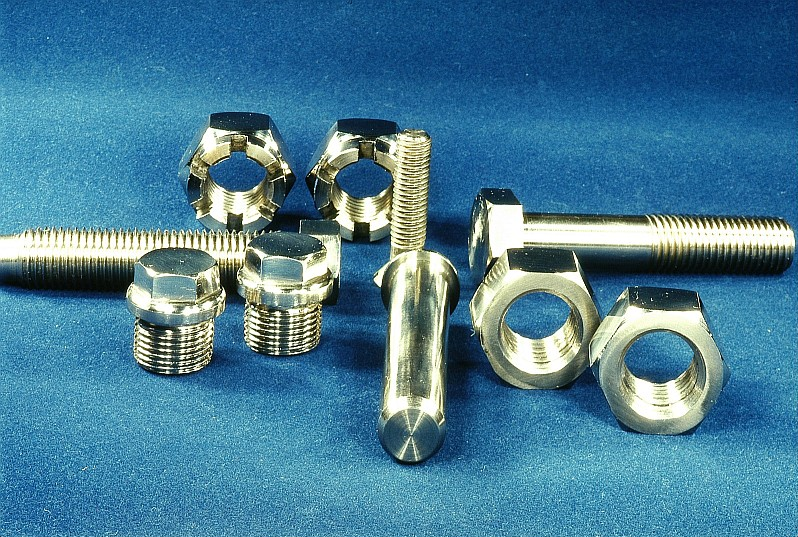
ボルトとナット

## 名称
ねじは、漢字で「螺子」（ねじ、らし）あるいは「捻子」「捩子」「根子」と書かれることがあり、JISでは「ねじ」が正式な呼称になっている。また「ねじ」は動詞「捩づ」（ねづ）の連用形であり、「ねじ」の他に「ねぢ」と表記されることがある。

### ボルトとナット
ねじと同様の名称として「ボルト」があるが、JISでは以下のように定義している。
- ボルト：一般にナットと組んで使われるおねじ部品の総称
- ナット：めねじ部品の総称

実際には、ナットと組んで使わないものをボルトと呼ぶことや（この場合はねじ込み対象にめねじが切られていることが前提。でないと止まらない）、ナットと組んで使うものもねじと呼ぶことがあるため、これらの用語の使用には揺らぎが存在する。

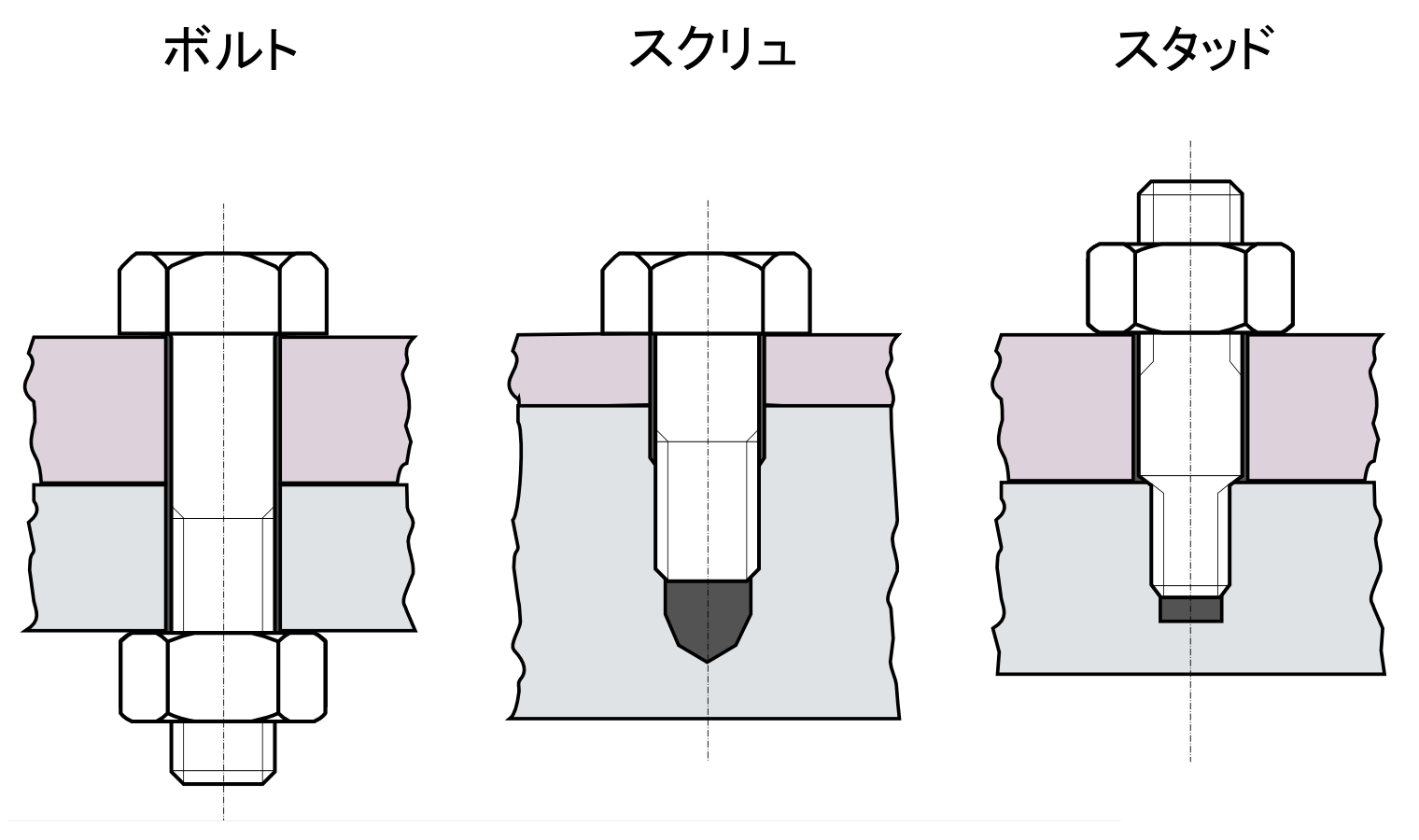
昔の米国自動車整備マニュアル上での表記
boltとscrew、studの違いが分かる。

英語ではねじ山を持った円筒や円錐全般を"screw"（スクリュ）や"screw thread"（スクリュ・スレッド）と呼び、これが日本語のねじに相当する。「おねじ」は"external thread"と呼ばれ、「めねじ」は"internal thread"と呼ばれる。ボルトやナットのように部品の一部にねじを持った締結用の部品は"threaded fastener"と呼ばれる。英語圏でも"screw"と"bolt"の区別には混乱がある（1970年代の米国自動車整備マニュアル上での表記を参照）。

### ビス
ビスはぶどうの蔓を意味するラテン語vitisがフランス語でねじを表すvisとなり、英語のviseになった。特に「すりわり」や「十字穴」を持つおねじ部品を指すことが多く「小ねじ」とほぼ同義である。

## 歴史

### ねじの起源と黎明
ねじの起源は明確には分かっていない。ねじの発明のヒントは巻貝だったのではないかという説と木に巻き付くつる植物だったのでないかという説がある。
また、発明者については、現代の歴史家によれば、アルキタスが発明したとする説と、ペルガのアポロニウスが発明したとする説がある。ギリシャの学者エウスタシウスはアルキメデスが発明したと主張した。実際、円筒状の筒の中に大きなねじを入れた揚水用のアルキメディアン・スクリューはアルキメデスの発明といわれ、今まで知られている限り、最初に螺旋構造を機械に使用した例だとされている。水ねじは古代、灌漑や船底の水の汲み上げ、鉱山に溜まった水を排水することなどに使われ、労力に比べ極めて効率的に水を揚水することができた。当時は他の揚水手法に比べて効率性が高く、現代でもねじ式コンベアーとして使われている。シケリアのディオドロスはこの発明がアルキメデスがアレキサンドリアで学んでいた青年時代に行われたと記している。ねじ構造はアルキメデスのような天才機械学者によってのみ思い描くことができたとする者もおり、実際「ねじは中国で独自に生み出されなかった、唯一の重要な機械装置である」とも言われる。
ギリシア時代には既に機械として使われていた事が知られている。例えば西洋では、木の棒で作られたねじを利用してオリーブやブドウなどの果汁を搾るねじ圧縮機（スクリュープレス）として使われていた。

### ルネッサンス期と産業革命
ルネッサンス期にあたる1500年頃には、レオナルド・ダ・ビンチによってねじ部品を使った様々な装置が製作され、締結用のねじ部品の利用が広がった。ほかにも実際に作られたかどうかは不明ながら、ねじ切り盤やタップ、ダイスのスケッチも見られた。
フランスの数学者ジャック・ベンソン（1500～1569）もねじ切り盤のスケッチを残しているが木製の機械で実用的でなかったとされている。
ドイツ人のゲォルク・アグリコラ（1494～1555）の著書にある鞴（ふいご）の図から、1500年前後には金属製のボルト、ナット、小ねじ、木ねじ類は出現していたと考えられている。15世紀にはフランスのルイ11世が金属製のねじで組み立てた木製ベッドを使用していた。
16世紀半ばになると、ねじは様々な場面で使われるようになった。懐中時計用の小さなねじや、銃に使う大きなねじ、甲冑用のボルトなどにねじが使われた。当時のリヨン近郊のフォレの町は、ねじ作りを専門にした町で、イングランドのミッドランド地方でも家内工業としてねじが作られた。ねじの作成には原始的な旋盤が使われていたが、1760年ミッドランド地方のジョブとウイリアムスのワイアット兄弟は手で刃を動かしてねじを切る代わりに、カッターで自動的にねじを切れるようにして、数分掛かっていた作業をわずか6,7秒で作ることができるようにするという画期的なねじ製造法を開発した。ワイアット兄弟は「鉄製ねじを効率的に作る方法」で特許を取り世界初のねじ工場を作ったが、事業は失敗に終わり、工場の新しい持ち主が事業化に成功し、その後蒸気機関の活用など各種の改善を経て、船や家具、自動車、高級家具などの需要の高まりとともに大量のねじが作られることになる。
18世紀の終わりまで、旋盤で物を作るのはヨーロッパ貴族の趣味の一つとなっていた。1762年にヨークシャで生まれ、ロンドンで精密機械を作っていたジェシー・ラムスデンは、当時天体観測用や航海用として使われていた精密機器の精度を上げるため、手作りで作る代わりに、より精密な旋盤を作ることによって達成するプロジェクトを始めた。ラムスデンは木製旋盤の代わりに金属製の旋盤を作り、カッターの先端にダイヤモンドを使用し、11年かけて旋盤を使って旋盤の部品を作り、それを使ってさらに精密な旋盤を作り上げて旋盤を次第に精密にしていき、最後には千分の4インチという精度のねじを作り上げた。彼が作った高精度のねじは顕微鏡や天文学といった科学分野で活用された。船の経度と緯度を300mの誤差で割り出せる航海用観測機器ができ、キャプテン・クックなどの航海上の偉業が達成されることになる。

### モーズリーによる発明
量産方法を追求したワイアット兄弟と、精密さを追求したラムスデンは偶然にも同じ時期に活躍したが、両者の業績を統合したのが、英国のヘンリー・モーズリー (Henry Maudslay 1771-1831) であった。1800年に彼は、それまでの旋盤をさらに改良し鉄鋼製のねじ切り用旋盤を開発した。モーズリーはフランス人マーク・イザムバード・ブルネルと組みポーツマスに世界初の完全に自動化された工場を作った。この工場は10人の工員が44台の機械を使い、年間16万個の滑車を作ることができたという。1825年には、ブルネルはテムズ川の下をくぐる365mのトンネル工事を受注した。モーズリーはブルネルが発明した矩形のトンネル用鋳鉄製シールドを製造してトンネルを完成させた。これがシールド工法の始まりである。モーズリーは他に印刷機、プレス機、貨幣鋳造の特殊機械、ボイラー板穴開け機などを作ったが、最も有名なのは蒸気機関であった。ブルネルの息子が初の大西洋横断蒸気船を作った際に、モーズリーの息子もその船に搭載する、当時世界最大の750馬力の蒸気機関を作った。これらの成功は、モーズリーが作り上げた極めて精度が高い基準ねじを用いた、規模が大きくなっても精密に仕事ができる旋盤によるものだった。モーズリーは1万分の1インチの精度のマイクロメーターを作っている。このマイクロメーターはモーズリーの工場で寸法を測る際の至高の基準とされ「大法官」と言われていて、弟子の製品の精度チェックに使われた。また、かつてはナットとボルトは一対で作られ、製造時につけた刻印が合うもの同士でなければ噛み合わなかったが、金属製のねじ切り用旋盤によりねじの精度が上がったため、その必要はなくなった。

### 日本へのねじの伝来
日本には1543年、種子島へ漂着したポルトガル人が所有していた火縄銃とともにねじが伝来したとされている。種子島領主・種子島時堯は2挺の火縄銃を購入し、うち1挺を刀鍛冶八板金兵衛に与えて銃の模造を命じている。この時、金兵衛は自分の娘若狭をポルトガル人に嫁がせてまで、ねじの作成法を習得したとする伝説が残っている。火縄銃の銃身の後ろ側（銃底）を塞ぐ尾栓に使われていたおねじとめねじが日本人が初めて見たねじとされている。金兵衛にとって「おねじ」の製造は比較的簡単だったものの「めねじ」の製造は難しく、おねじを雄型とする熱間鍛造法で製作したと推定されている。
日本を含めて東洋では、ねじ構造自体を独自に発見・発明することができなかった。村松貞次郎は『無ねじ文化史』で江戸の工業製品にはねじの使用例はなく、江戸幕府の江戸時代とは「ねじの無い文化」の時代であるとした。結局、ねじ製作のための優れた工作機械や工具に恵まれず、ねじを作ること自体が「大変困難な仕事である」ということがその理由である。和時計も特殊なねじがわずかにあるだけで、ほとんどが楔で作られている。
日本では、1857年にモーズリー由来でホイットワースが改良したねじ切り用旋盤が輸入された。1860年、遣米使節として渡米した小栗忠順は、ワシントン海軍工廠を見学後、西洋文明の原動力は「精密なねじを量産する能力である」と考え、1本のねじを持ち帰ったという。

### 製造方法と標準化の発展
西洋での産業革命期には、締結用のねじが大量に生産されるようになった。産業革命によって金属製のねじが蒸気機関や紡績機械、各種工作機械に欠かせないようになっただけでなく、そもそも精密に物の長さや角度を測ったり物を加工するには、ねじ構造が必須であり、産業革命もこれらの技術がなければ成り立たなかった。
ねじは専門業者が製造していたが、各機械メーカーは自社製の機械に合わせて独自の直径・ピッチのねじを発注していたため、大量生産の利点は生かされていなかった。
ねじの形式を調査し標準化に貢献した人物にジョセフ・ホイットワース（または、ウイットウォース）(Joseph Baronet Whitworth 1803-1887) がいる。モーズリーの弟子であった彼は、顧客から製作を求められる多様なねじの形状を整理した上で、1841年には山の角度を55度とするなど独自の規格を決めて公表した。1841年に発表されたこのねじ形式を「ウィットウォースねじ」という。この「ウィットウォースねじ」の規格が次第に普及し、英国の国家規格BSに正式に採用された。
ねじの標準化の動きは、工業製品の大量生産を得意するアメリカ合衆国でも進められ、ウィリアム・セラーズがウィットウォースねじに改良を加え、山の角度60度の「インチ系ねじ」を発表した。これは1868年に「セラーズねじ」として米国内標準規格となり、米国政府関係事業に全面的に採用され、「USねじ」「アメリカねじ」とも呼ばれるようになった。このUSねじ規格は、第2次世界大戦中に米国、英国、カナダの3ヶ国が武器に使用するための互換性のあるねじとして生み出された「ユニファイねじ」規格へと発展した。こういった北米圏での「インチ系ねじ」とは別に、1894年にまずフランスで制定され、1898年にはフランス、スイス、ドイツが採用した、山の角度60度の「メートル系ねじ」が「SIねじ」規格として欧州域で普及し、その後も広く使われた。このSIねじが21世紀現在、世界中で最も普及している「メートルねじ」の原形になっている。
メートル系やインチ系といった違いの他にも、各国ごとにそれぞれ異なるねじ規格が存在していたため、国際間の物流の拡大につれて不便が生じ始めた。やがて、世界的なねじの互換性の要求が高くなり、国際間でのねじを統一しようとする動きが起こった。
第二次世界大戦期後、1947年に国際標準化機構 (ISO) が設立され、ねじ規格でも国際的な標準化が進められた結果、1953年に「ISAメートルねじ」に準じた全世界共通の「ISOメートルねじ」規格を制定するとともに、アメリカ、イギリス、カナダが推奨する「ユニファイねじ」を「ISOインチねじ」として採用した。
加工法では、1955年頃から転造法による生産が本格化した。
日本でも、日本産業規格 (JIS) によってねじの標準規格が作られている。1975年からは毎年の6月1日を「ねじの日」としている。ISOによるねじの国際規格は世界の統一規格のために定められたが、北米圏や豪州では使用されていない。日本国内ではかつてはインチねじが主流を占めていたが、今では国際規格であるISO規格に準じたJIS規格によって寸法が統一され、インチねじは航空機その他特に必要な場合に使われる程度になっている。日本国内での輸入製品などの修理には、ユニファイやインチといった海外規格のねじが必要になる。

## ねじの幾何

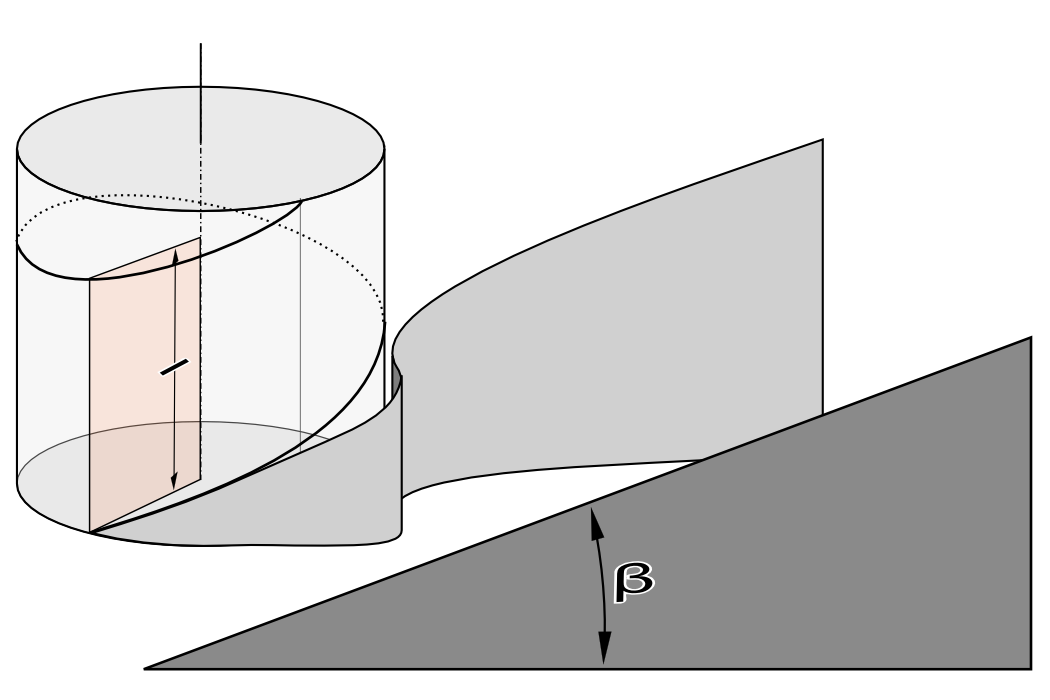
ねじの螺旋は3角形が作る斜面に等しい。

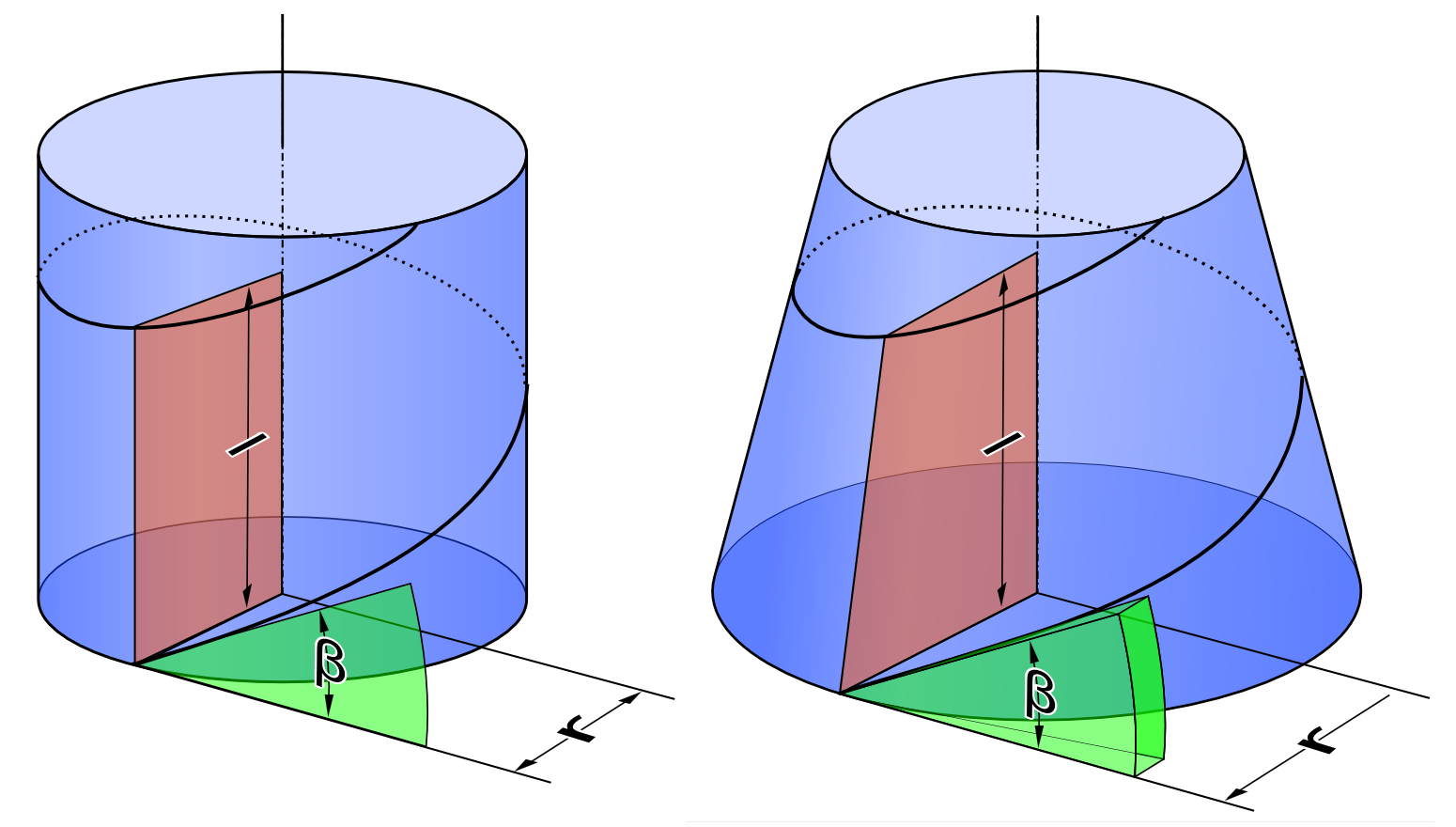
左：通常のねじの巻き（円筒形）
右：テーパねじの巻き（円錐形の一部）

ねじの動きの幾何的関係は、斜面の原理で説明される。
ねじの有効径（直径）を d 、リード（回転軸方向に進む距離）を L 、リード角を β とすると、これらの間には
{\displaystyle L=\pi d\tan \beta \ }
の関係がある。このため、ねじをそのねじ山稜線に沿って進んだ時、軸方向の移動距離と軸に対する回転角との間には比例関係が生じるが、この性質から、位置決めやマイクロメータなどにおける微細寸法の拡大にねじが使われる。
軸から力点までの半径距離を R 、この位置で加える回転力を T とし、ねじの有効径半径を r 、有効径仮想円筒上の任意の点に加わる回転力を P とすれば、力の釣り合いから
{\displaystyle TR=Pr\ }
である。また、摩擦角 φ、リード角 β のねじにおいて、P と、この点に働く軸方向の力 Q との間には
{\displaystyle P=Q\tan(\beta +\phi )\ }
の関係があり、これらから
{\displaystyle {\frac {T}{Q}}={\frac {r}{R}}\tan(\beta +\phi )\ }
が導き出される。従って、リード角β、摩擦角 φおよび半径の比 r /R を小さくする事により、より小さな力 T でより大きな力 Q を得られることになる。ねじが締結や倍力の発生に使われるのは、このような理屈による。

## 物理的原理
ねじの物理的な働きは、斜面と摩擦によって実現されている。以下では、ねじの物理的な働きを単純化して、斜面上の物体を押して移動させる例に例えて示す。

### 締める力

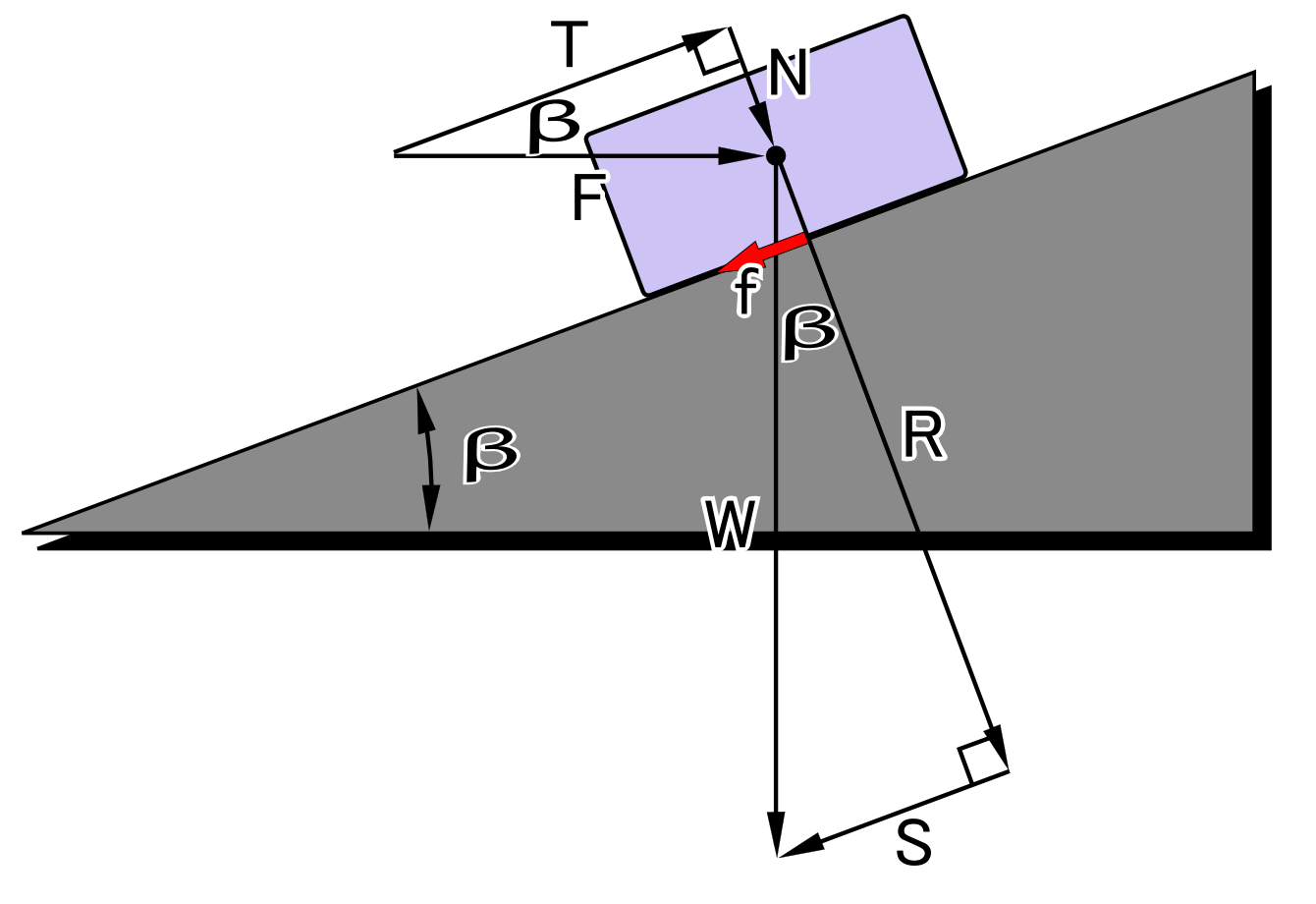
締める場合の力のかかり方

ねじを締めることは、重力を除けば斜面に乗っている物体を坂の上へと押し上げることに等しいと考えられる。今仮に、斜面上の重さ W の物体を水平方向に力 F で押すことを考える。斜面に平行な分力を S と T で、斜面垂直な方向の分力を R と N で表すと、それぞれの力の関係は以下の式で表される。
{\displaystyle {\begin{aligned}S&=W\sin \beta ,\qquad T=F\cos \beta ,\\R&=W\cos \beta ,\qquad N=F\sin \beta .\end{aligned}}}
斜面に働く垂直応力は N + R なので斜面の摩擦係数が μ ならば、斜面上の重さ W の物体にこのとき働いている摩擦力 f は、以下の式で表される。
{\displaystyle f=\mu (R+N)\ }
また、斜面に平行な力のつりあいは以下の式で表せる。
{\displaystyle T=S+f\ }
上式にさらに上の4つの式を代入すると、以下の式が得られる。
{\displaystyle F\cos \beta =W\sin \beta +\mu (W\cos \beta +F\sin \beta )\ }
上式より力 F は次のように表される。
{\displaystyle F=W{\frac {\sin \beta +\mu \cos \beta }{\cos \beta -\mu \sin \beta }}=W{\frac {\tan \beta +\mu }{1-\mu \tan \beta }}\ }
斜面上の物体が摩擦による静止を振り切って滑り出す時の最小化角度を「摩擦角」と言い φ で表す。摩擦係数 μ = tan φ であるので、上式に代入すると以下の式が得られる。
{\displaystyle F=W\tan(\beta +\phi )\ }
また、ねじを締めた時の仕事の効率を、締めるのに要した力とねじが行った仕事との比率で表して「ねじの効率」と呼ぶ。例えば荷重 W の物体を坂の上で押して高さ L まで上げた時にねじが行った仕事は WL となる。ねじを回すのに要した仕事は
{\displaystyle F\pi d=W\pi d\tan(\beta +\phi )\ }
となるため、ねじの効率 η は次式で表される。
{\displaystyle \eta ={\frac {WL}{F{\pi }d}}={\frac {W{\pi }d\tan \beta }{W{\pi }d\tan(\phi +\beta )}}={\frac {\tan \beta }{\tan(\phi +\beta )}}\ }
自然に緩むことがないためには条件 β≥φ が必要なので、β = φ とすると、最大効率ηは次の式で表せる。
{\displaystyle \eta ={\frac {\tan \phi }{\tan {2}\phi }}={\frac {\tan \phi }{\frac {2\tan \phi }{1-\tan \phi }}}={\frac {1}{2}}-{\frac {1}{2}}\tan ^{2}\phi \ }
φ > 0 なので、ねじの効率 η < 1/2 である。つまり自然に緩まないねじの効率は50%より小さくなる。

### 緩める力

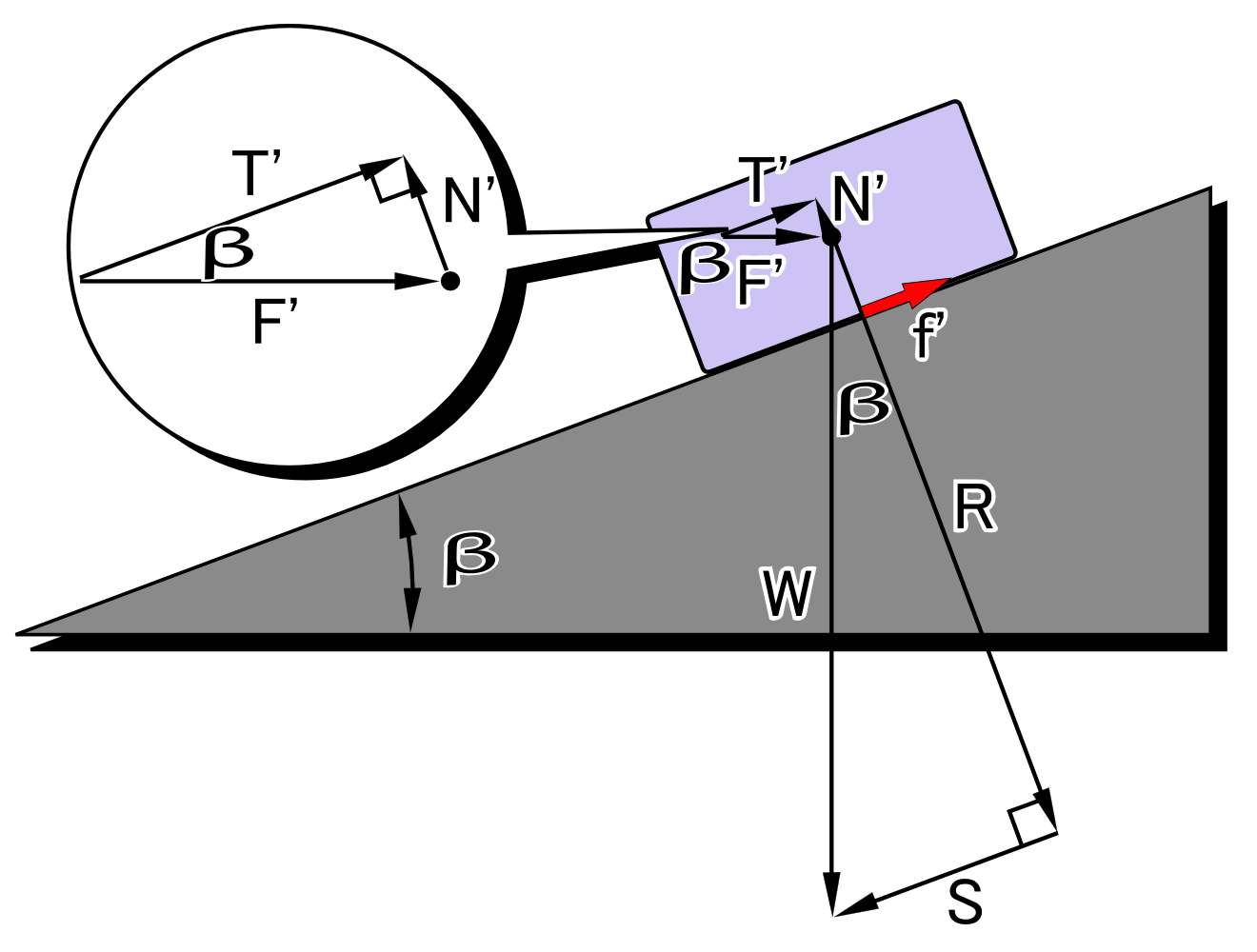
緩める場合の力のかかり方

ねじを緩めることは、重力を除けば斜面に乗っている物体を坂の下へと押し下げることに等しいと考えられる。今仮に、斜面上の重さ W の物体を水平方向に押す力 F'  で押すこととする。斜面に働く垂直応力は R - N なので斜面の摩擦係数が μ ならば、斜面上の重さ W の物体に働いている摩擦力 f'  は以下の式で表せる。
{\displaystyle f'=\mu (R-N')\ }
また、斜面に平行な力のつりあいは以下の式で表せる。
{\displaystyle T'=f'-S\ }
上式などから F'  は次のように表される。
{\displaystyle F'=W{\frac {\mu -\tan \beta }{1+\mu \tan \beta }}=W(\phi -\beta )\ }
β > φ の時は水平方向に押す力 F'  < 0 となり、釣り合わせるためには押すのではなく引かなければならない状況、つまり押さなくても勝手に坂を下る状況になる。これはねじでは自然に緩んでしまうことを意味する。
したがってねじが自然に緩んでしまわないためには β ≤ φ でなければならない。これをねじの自立条件と呼ぶ。一般的なねじに使われるメートル並目ねじのリード角は2-3度であり、摩擦係数 μ は0.1程で（角ねじで考えれば）摩擦角は約6度となって、ねじの自立条件を十分に満たしている。
締結用で一般的な三角ねじでは、ねじ山の角度 α の60度に対してねじ面に垂直な力は F cos(α/2) となる。この場合は締める力と緩める力はそれぞれ
{\displaystyle F=1.16W\tan(\phi +\beta ),\qquad F=1.16W\tan(\phi -\beta )}
となる。1.16という数値はねじ山の角度 α = 60度から、
{\displaystyle {\frac {1}{\cos {\frac {\alpha }{2}}}}\fallingdotseq 1.16}
で計算される。
これらのことから、三角ねじをねじ山に沿って回転させるには角ねじの1.16倍ほどの力が必要であり、三角ねじが締結に適していて、角ねじが運動に適することが分かる。

## 機能
ねじの機能は、固定状態で使うものと可動状態で使うもので大きく異なり、それぞれがいくつかの機能に細分化できる。
- 固定状態 - 締結、接合・結合、緊張、密封
- 可動状態 - 搬送、測定・微調整、増力・減速、圧縮・圧搾

固定状態
一方向に締め付けることで物を固定する。
- 締結：物と物を締め付けて動かないようにする。最も一般的なねじの機能であり、機械、建築物などの広範な用途で使用される
- 接合・結合：水道管のような物と物を繋ぐ機能で使用される
- 緊張：ターンバックルのようにワイヤやロープを引っ張って弛まないようにするのに使用される
- 密封：ビンの蓋など封をする部分に使用される

可動状態
回転運動を直線運動などに変える。

アルキメデスのスクリュー

- 搬送・移動：機械内部でモーターなどの回転運動を直線運動に変換する。粉体や粉粒体、泥状の物などの移動に用いるスクリューコンベアが一般的で、多軸の製品もある。
- 測定・微調整：マイクロメータのように物の寸法を測定する。また、光学機器のピント合わせや赤道儀式架台などの微動に利用される
- 増力・減速：ジャッキや万力のように、ねじの回転を利用して大きな力を生み出す。また、ウォーム歯車は1段でも回転運動を大きく減速でき、かつ、回転軸の方向を直角に変えることができる。
  - 圧縮・圧搾：ブドウ液の圧搾のように、ねじの回転移動により物に圧力をかけ、圧搾・圧縮する

固定状態で使用されるねじは緩まないように静止抵抗の大きい方が良いが、可動状態で使用されるねじの多くはおねじとめねじの接触面の抵抗が低い方が良いので、できるだけ平滑にされ潤滑油も使用されることが多く、ボールねじのようにボールベアリングまで利用されるものがある。

## ねじ部品
ねじ部品とは、締結に使用されるねじの総称である。また、ねじの外径が8 mm以下のねじは一般に「小ねじ」と呼ばれる。JISでは頭部の直径がねじ部外径の約2倍で、原則として"ねじ回し"ですり割りや十字穴にトルクを加えて締め付けるねじ部品が小ねじであるとされる。ナットと一組で使われることもあるため、小さめのボルトとの区別は特に存在しない。

### 表記法

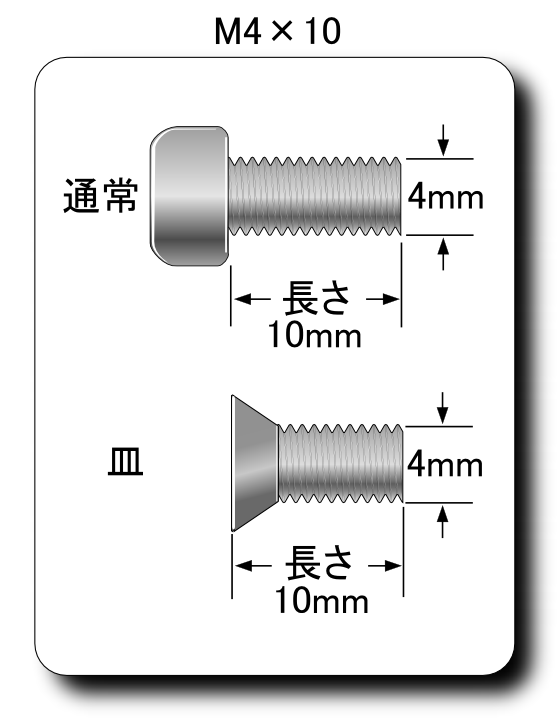
一般的な小ねじの表記
多種多様なねじを表す表記方法は様々であるが、一般的な小ねじは簡便に、種類を示す英字記号と呼び径×長さで表すことが多い。ただし締結対象内に埋め込まれることが多い「皿ねじ」だけは、長さは頭部も含めて表される。上の例では呼び径 4mmで長さが10 mmのメートルねじを表す。メートルねじには並目と細目があるので、ねじのピッチを見て判断することが多い。

ねじ部品を特定するための要素には、巻きの方向、条数、ねじ溝の形状、径及びピッチとがあり、通常これらの要素を名前に並べる事でねじの種別が表される。例えば「左2条、直径 8mm、ピッチ1 mmのISOメートル三角ねじ」「右1条、直径1/4インチ、（インチあたり）20山のユニファイ（並目）ねじ」と表す。ねじの多くが「右1条」であるために、この場合は省略されることが多い。規格化されたねじの場合、それぞれの規格ごとに表記の仕方が定められており、それによれば先の2つの例はそれぞれ「L2N M8×1」「1/4-20 UNC」となる。ピッチを mm で表すものは、「ねじの巻き方　ねじ山の条数　ねじの種類を表す記号　ねじの直径を表す数字×ピッチ － 等級」 となり、ユニファイねじでは「ねじの巻く方向　ねじ山の条数　ねじの直径を表す数字または番号　山数 ねじの種類を表す記号　－ 等級」、ユニファイねじ以外のピッチを山数で表すものでは「ねじの巻く方向　ねじ山の条数　ねじの種類を表す記号　ねじの直径を表す数字　山　山数 － 等級」となる。
ねじの種類を表す記号
- M：メートル並目ねじ
- M：メートル細目ねじ
- R：管用テーパねじ（テーパおねじ）
- Rc：管用テーパねじ（テーパめねじ）
- Rp：管用テーパねじ（平行めねじ）
- G：管用平行ねじ
- UNC：ユニファイ並目ねじ
- UNF：ユニファイ細目ねじ
- S：ミニチュアねじ
- Tr：メートル台形ねじ
- TW：29度台形ねじ（ISO規格にない）[16]。

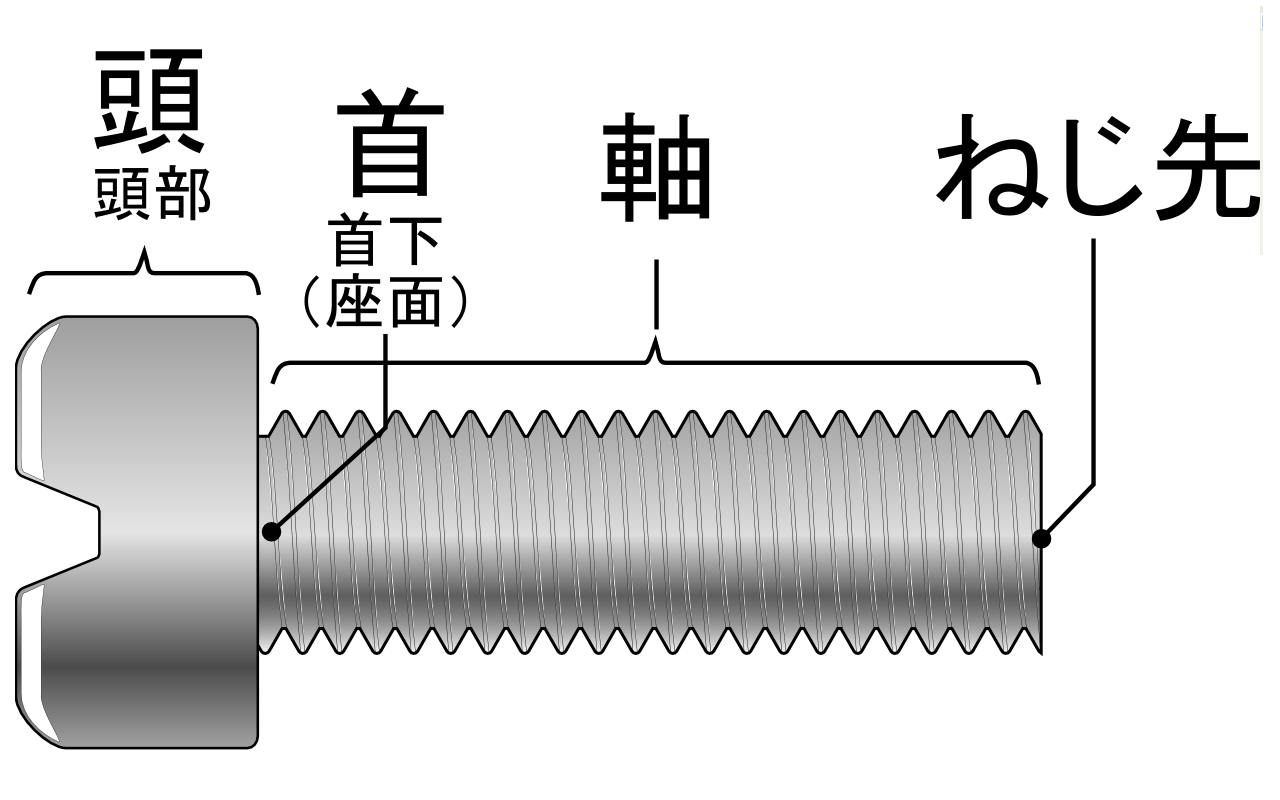
「おねじ」の主な部分の名称

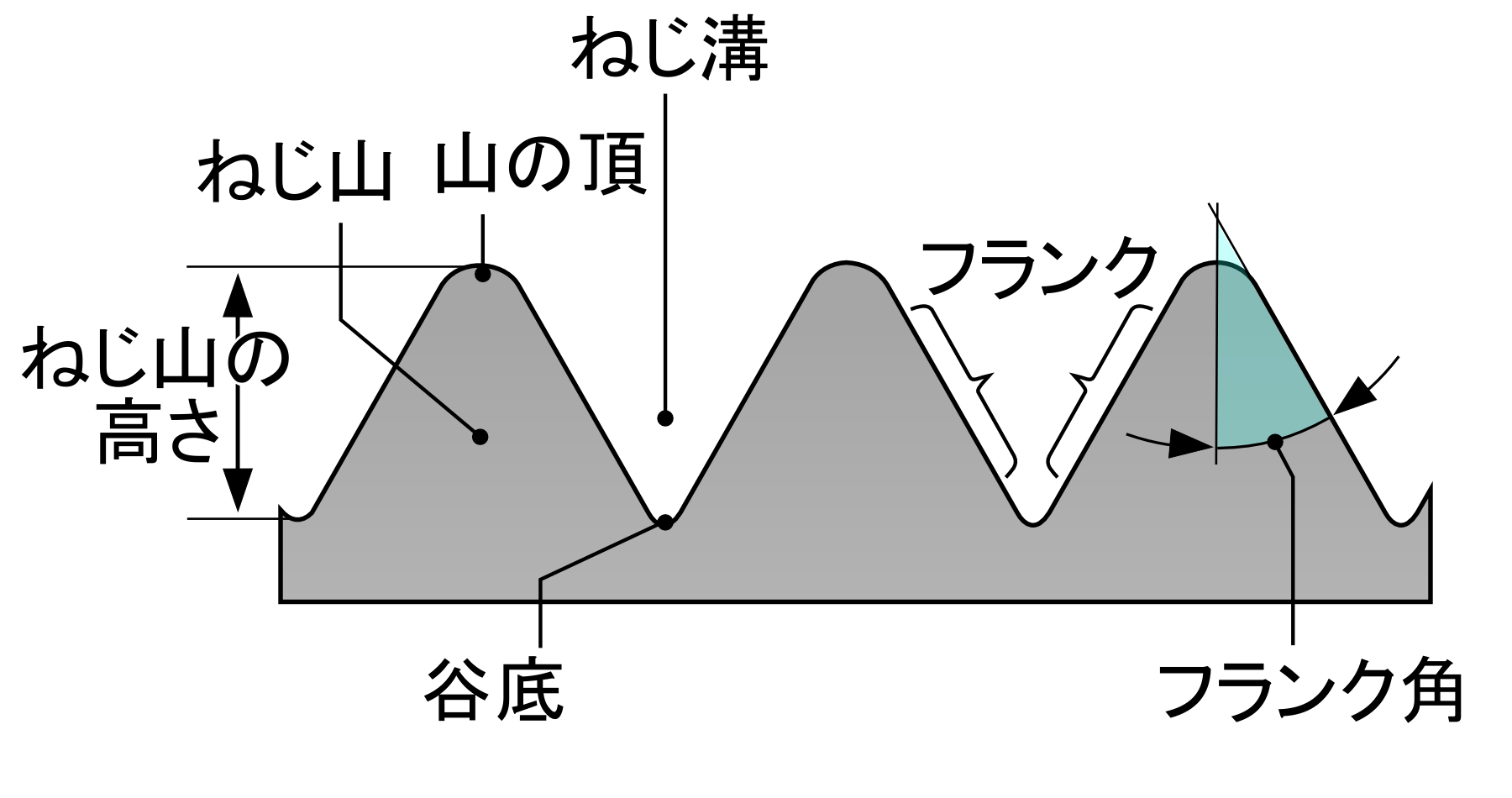
ねじ山の各部の名称

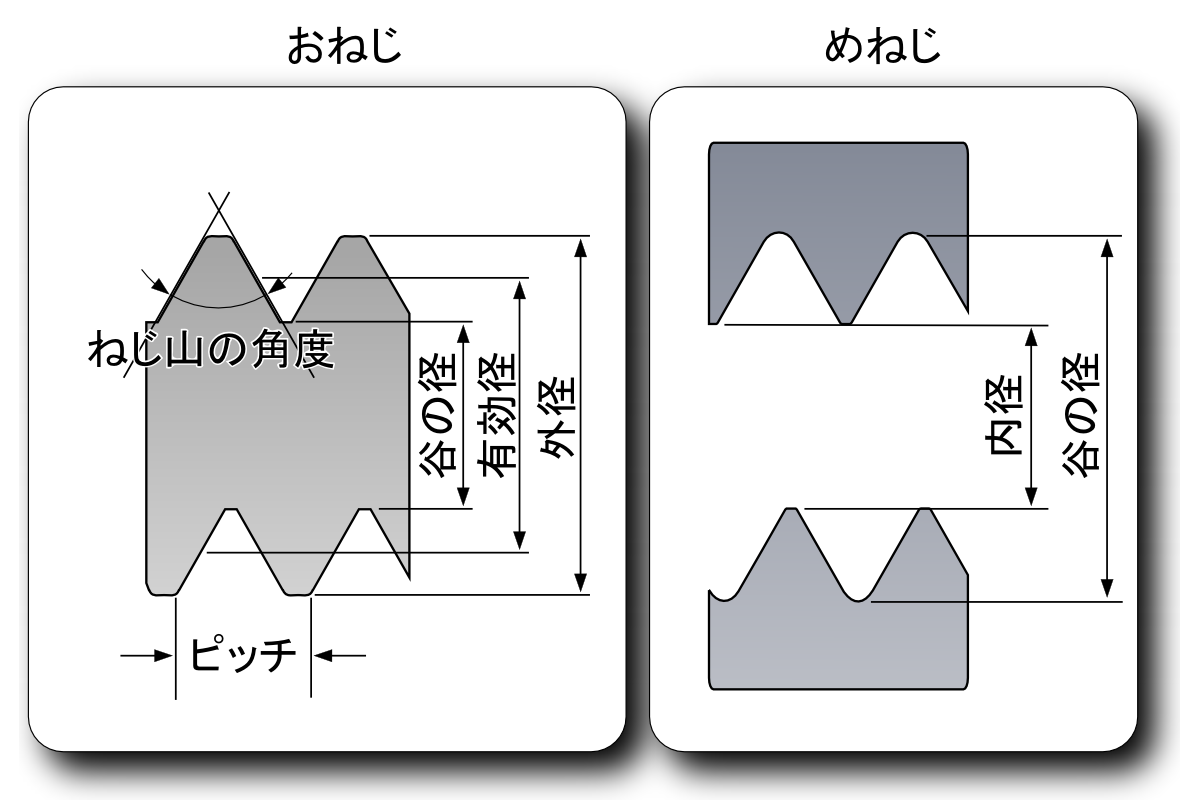
「おねじ」と「めねじ」の横断面図

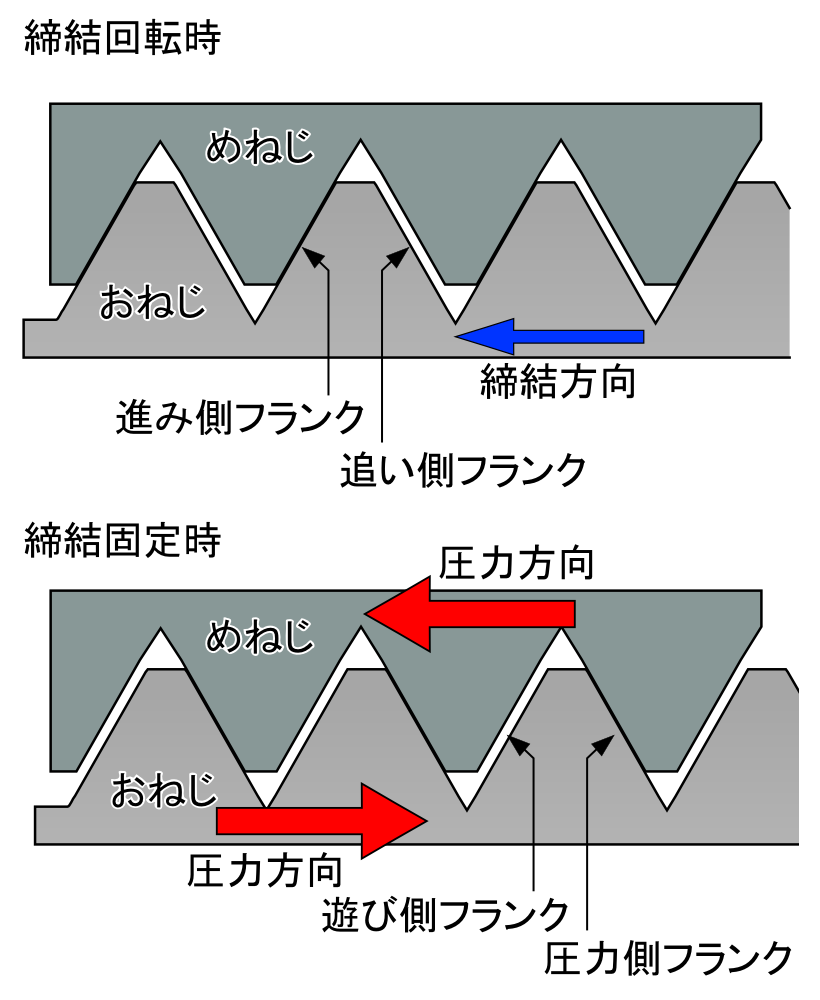

### 各部の名称
おねじ部品において、ねじの先端を「先」と言い、ねじ部分とそれに続く（多くはねじと同径かそれ以下の）円筒部を合わせて「軸」と言う。軸の終端に設けられたより太い部分は「頭」と呼ばれ、頭と軸の境目を「首」という。
おねじ部品の頭や、めねじ部品において、締め付けた際に荷重を受ける面を「座面」と言い、おねじ部品においては、ねじ先から座面までの部分を総じて「首下」と呼ぶ。

#### ねじ部品の呼び方
個々のねじ部品を特定するのに必要な要素としては、「ねじの呼び」「部品形状」「材質」があり、またおねじではこれに「長さ」が加わり、これらを並べて呼ばれる。おねじ部品を呼ぶ際の長さ寸法は「呼び長さ」と呼ばれ、一般論として、頭のついたねじでは首下、頭のないねじでは全長やねじ部の長さなどが使われる。呼び長さは一般にはねじの呼び径のすぐ後に置くが、文脈上呼び長さを表す数値である事が明らかである場合には乗算記号×を用い「呼び径×呼び長さ」のように略記される。
ねじは基本的に「頭」（頭部）とねじ山が刻まれている「軸」、先端である「先」、頭と軸の間を「首」と呼ばれる部分に分かれる。一般的なねじでは、時計回りにねじを回すと奥に進む「右ねじ」になっているが、右ねじでは緩むような用途でまれに「左ねじ」も存在する。左ねじでは「L」や「←」、切り欠きといった識別マークで示されることが多い。
ねじの山と谷の間隔と移動量は以下のようにピッチとリードで表される。
- ピッチ：隣り合うねじ山同士の距離
- リード：ねじを1回転させた時の軸方向の移動量

また多くのねじではピッチとリードが同じになり、これを「一条ねじ」と呼ぶ。ピッチとリードが同じ「一条ねじ」の他にも、リードがピッチの2倍の「二条ねじ」のように2以上の整数倍のものがあり、これらは「多条ねじ」と呼ばれる。多条ねじは管の接合部で用いられたり、電灯の灯屋や広口瓶の蓋、双眼鏡やカメラレンズの焦点合わせ機構（ヘリコイド）などでも用いられる。
一般的なねじはねじ山が円筒形の軸の周囲に同じ直径で刻まれている「平行ねじ」であるが、特殊な用途では円錐形の軸に沿って刻まれている「テーパねじ」がある。
頭部

軸部

円筒部
ねじが切られていない部分を指すことが多いが、ねじ頭以外の部分を指すこともある。
座面

ねじ部
- 完全ねじ部
- 不完全ねじ部

全ねじ
1. ねじ頭を持たず、棒の全長に渡ってねじが切られたもの。止めねじも全ねじである。
2. ねじ頭を持ち、残る円筒部の全長に渡ってねじが切られたもの。押しねじとも呼ばれる。

半ねじ
ねじ頭を持ち、円筒部の一部にねじが切られたもの。中ボルトとも呼ばれる。
面取り部
端部などの本来鋭い角を位置合わせの容易さや安全面・締結面の傷の減少などを考慮して斜めに面取り加工した部分である。加工面の角度を面取り角と呼ぶ。
ねじの大きさや長さは以下の長さを計ることで示される。
- 内径：めねじのねじ山先端間の直径
- 外径：おねじのねじ山先端間の直径
- 谷の径：おねじとめねじの谷の底の間の直径
- 有効径：ねじ山の幅とねじ溝の幅と等しくなる仮想的な円筒の直径
- 頭の径
- 円筒部径
- 丸み移行円の径
- 首下丸み：ねじの軸線を含んだ断面形において測った首下丸み部の半径

おねじでは外径の基準寸法を、めねじでは谷の径の基準寸法を「ねじの呼び径」という。
- 長さ：頭を除く長さ（皿ねじでは頭も含める）

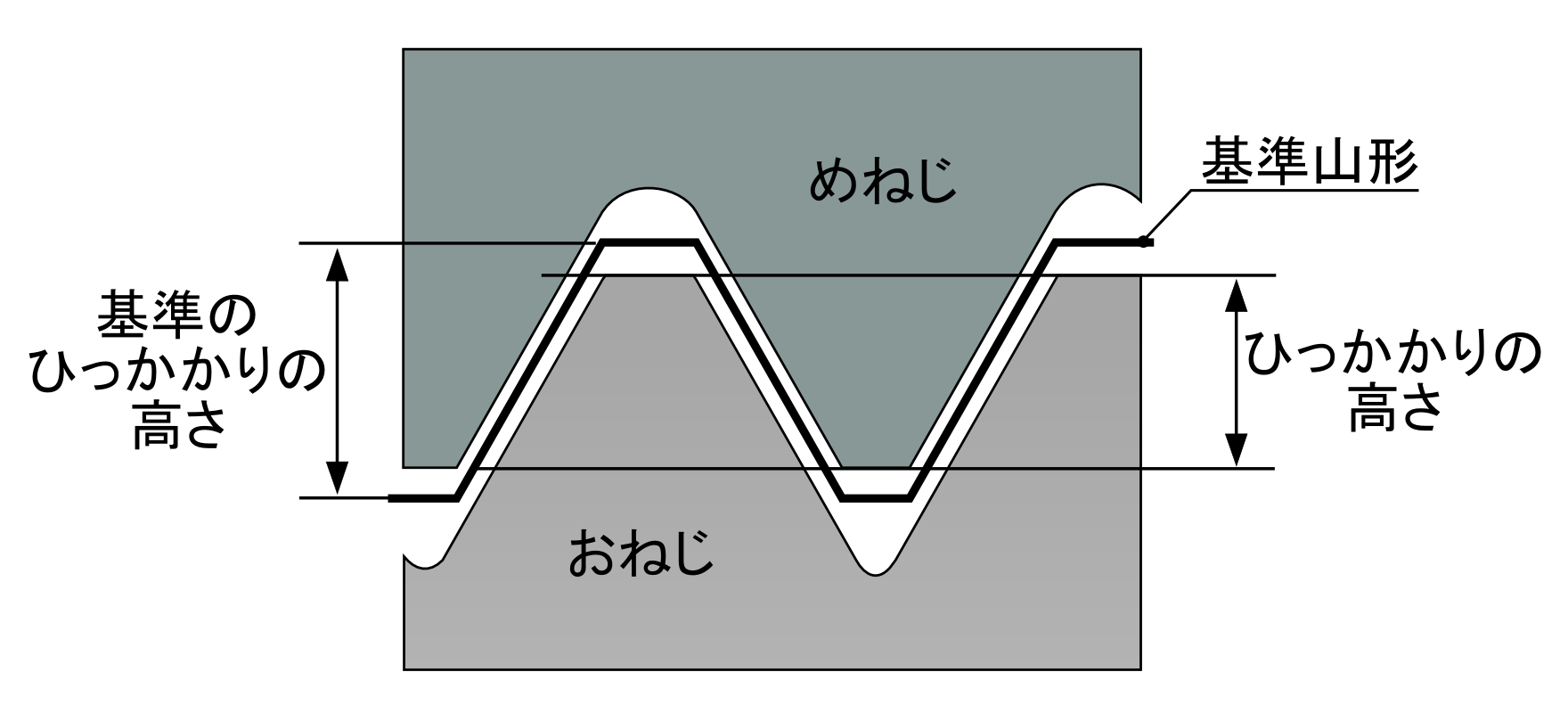
「基準山型」と「引っ掛かりの高さ」

- ねじ部長さ
- 円筒部長さ
- 呼び長さ
- グリップ長さ
- ドライブ部（深さ）
- 頭の高さ

引っ掛かりの高さ

おねじとめねじが接触する面の高さを引っ掛かりの高さと呼ぶ。基準山形のものと実体のものの2種類がある。
引っ掛かり率：
基準山形の引っ掛かり高さに対する実体の引っ掛かり高さの比を百分率で表し、次の式で算出される。
引っ掛かり率＝（H1'／H1）×100（％）
H1 ： 基準山形の引っ掛かり高さ
H1' ： 実体の引っ掛かり高さ

### 頭部形状

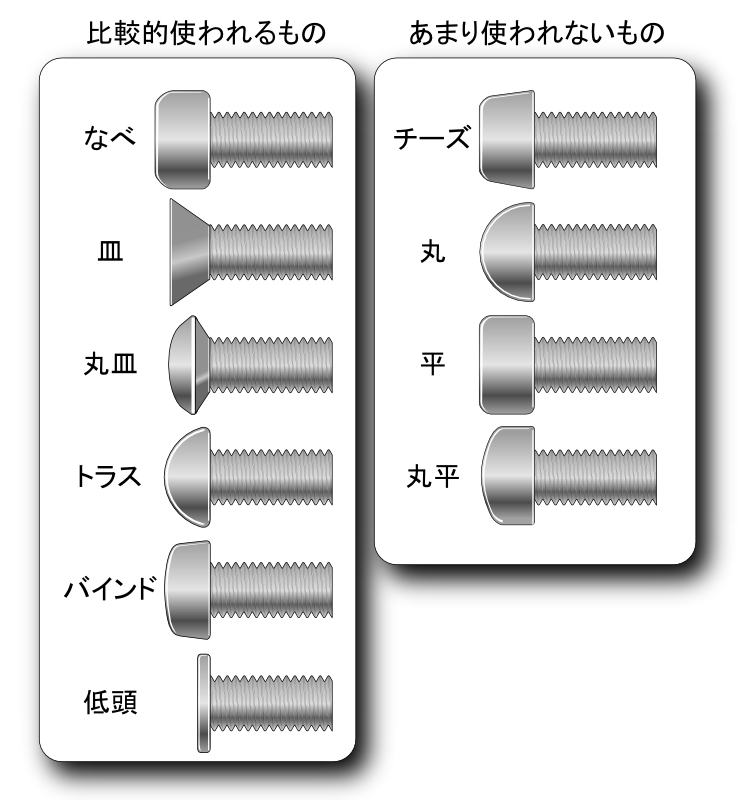
小ねじの頭部形状
代表的な小ねじの頭の形状を示す。この他にボルトのような六角頭や四角頭などもある。

おねじ部品の頭部形状の主なものは以下の通りである。これらは用途などにより使い分けられる。
なべ
上面の角に丸みを付けた平頭
皿
上面が平坦で、座面は円錐の形
丸皿
上面に丸みを持った皿形
トラス
丸頭よりも大径で、背の低い形
バインド
径が大きく上面に丸みの付いた形。座面に窪みを設ける事もある。
低頭/超低頭
「平頭」よりも薄く作ったもの
チーズ
側面にわずかに傾斜のついた平頭
丸
半球に近い形
平
背の低い円筒形
平丸
上面が丸みを帯びた平頭
プレジャ
丸頭とトラス頭の中間的な形
六角
正六角柱形
四角
正四角柱形
ヘキサビュラ
角に6つの突起部を持つ変形六角柱形であり、植え込みボルトなどで使用される
楕円（オーバル・ヘッド）
わずかに楕円の頭を持ち、適合するドライバーでなければ廻すことができない。締め付けトルクはかなり大きく、防犯性にも富む。丸皿頭の変形である。
ワッシャーヘッド
首の位置に座金相当の形状の出っ張った頭部を持つ。

#### 溝・穴

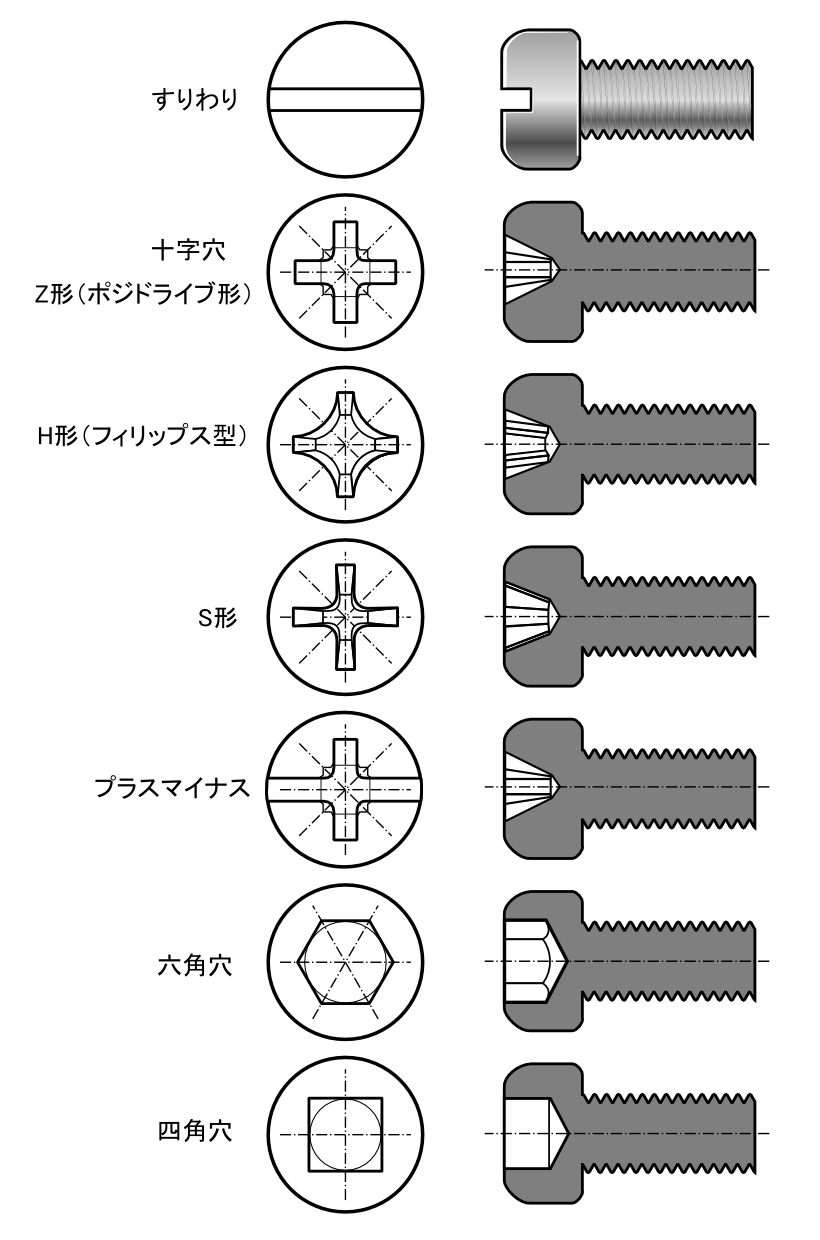
一般的なねじの溝と穴

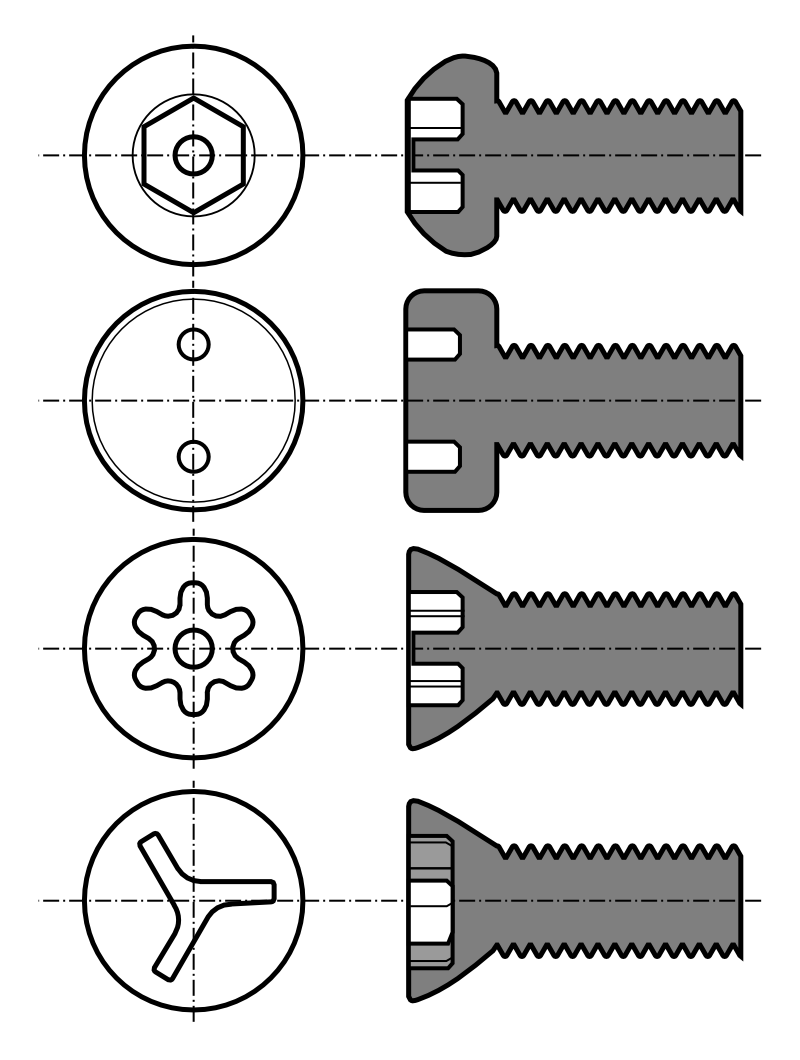
いじり止めねじ
通常の工具では回せない特殊な溝や穴が付いたねじがある。これらはほんの一例である。

小ねじのような比較的小型のおねじ部品では、頭部頂面に工具で回すための溝や穴が設けられているものが多い。その主なものには「すりわり」や「十字穴」、「六角穴」がある。六角や四角といった角型の頭部はそれ自体がめがねレンチやスパナを掛ける部分となる。これら（とくに溝のもの）をねじ山と呼ぶこともあり、「ねじ頭が傷む（なめる、バカになる、ダメになるとも言う）」とは、ドライバーの形が合わないまま無理な扱いをしたり、締め過ぎによって溝や穴が欠けたり削れたりしてしまい、ドライバーで回しようがなくなった状態を指す。
すりわり
一般に「マイナス」と呼ばれている一文字の溝である。規格化されたネジの中では始めに普及した形状でもある。マイナスドライバーを使用する他、コインを用いて回すよう意図されたものもある。
十字穴
一般に「プラス」と呼ばれている十文字の穴である。プラスドライバーを使用する。「フィリップス形」や「ポジドライブ」など数種が知られている。最も普及している。
プラスマイナス穴
十字穴の1つが長くなってすりわりと同じ形になり、プラスとマイナスの両方のドライバで扱える。
六角穴（ヘクス・ソケット）
六角レンチなど、断面が正六角形の棒を差し込むための穴である。
四角穴（スクエア・ソケット）
断面が正方形の棒を差し込むための穴である。「ロバートソン形」と呼ばれる。ねじ回しでは先端にわずかなテーパが付けられており、ねじ回し上でねじを水平に保持できる。カナダでは機械や電気関連の業種で普及しており、電気工事用の標準ねじとして採用されている。日本でも建築現場で筋交い固定金具用として標準化されている。
ヘクスローブ穴
六角星形の穴。トルクス(TORX)やその改良版である「トルクス・プラス」が知られる、他の形状よりトルクをかけやすい、ネジ頭を傷めにくいという意図で開発された。マイナスドライバーなどの差し込みを防止するために、この穴の中央に突起を設けた形状もある。これらで使われる六角穴に適合する雄形状は一般にヘクサロビュラー（hexalobular）と呼ばれる。
三角穴
正三角形の穴が刻まれているものや、3本の溝が刻まれたものがある。
複数の穴
2つ程度の穴が開けられているものがある。

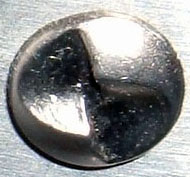
耐タンパーねじ:一方向にしか回せない
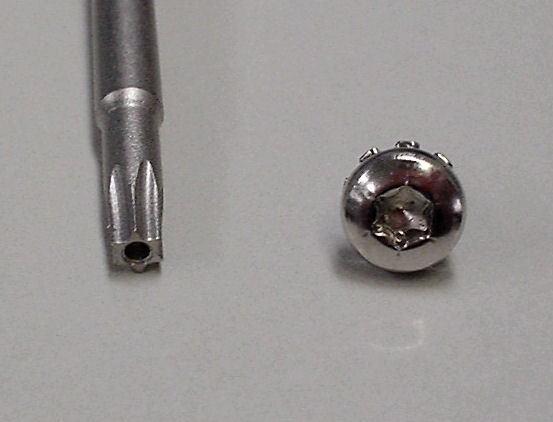
トルクスねじと専用ドライバ

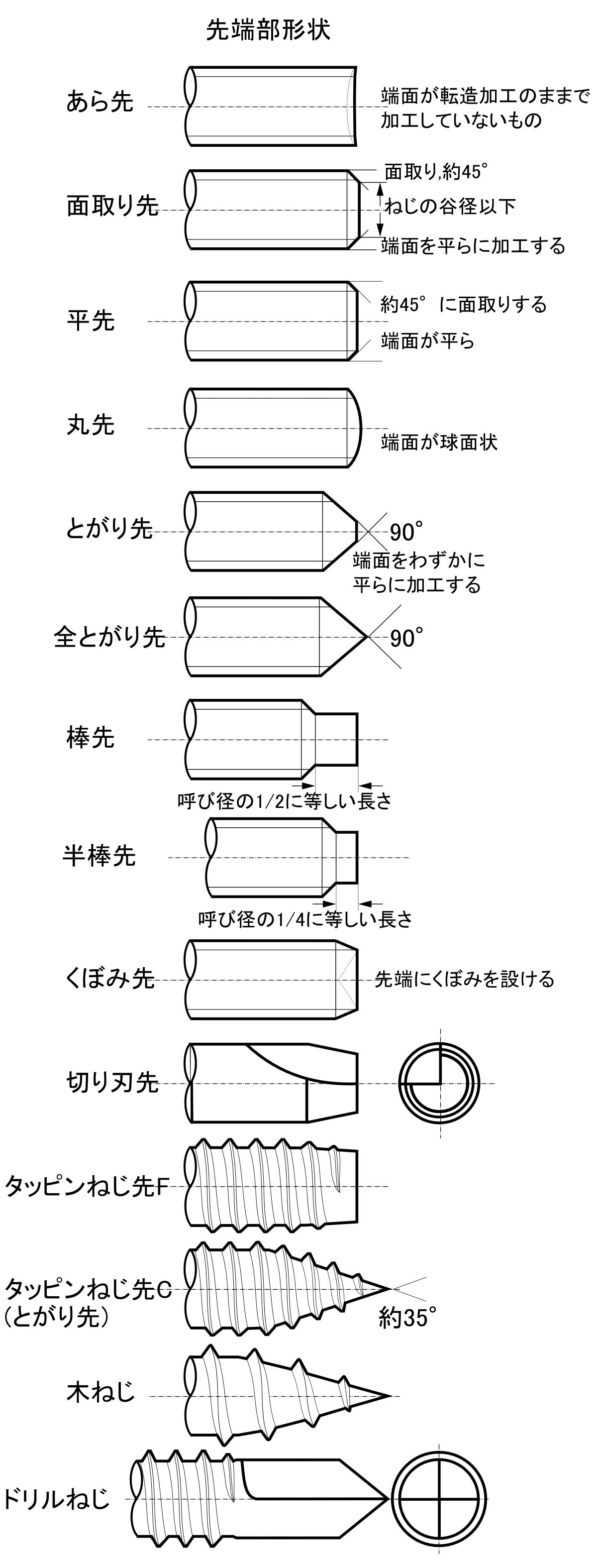
先端部形状

### 先端部形状
- あら先
- 面取り先
- 平先
- 丸先
- とがり先
- 全とがり先
- 棒先
- 半棒先
- くぼみ
- 球状[注 15]
- 他の形状：切り刃先、タッピンねじ先F形、タッピンねじ先C形、木ねじ、ドリルねじ、コーススレッド[注 16][27][22]

### 歯の形状

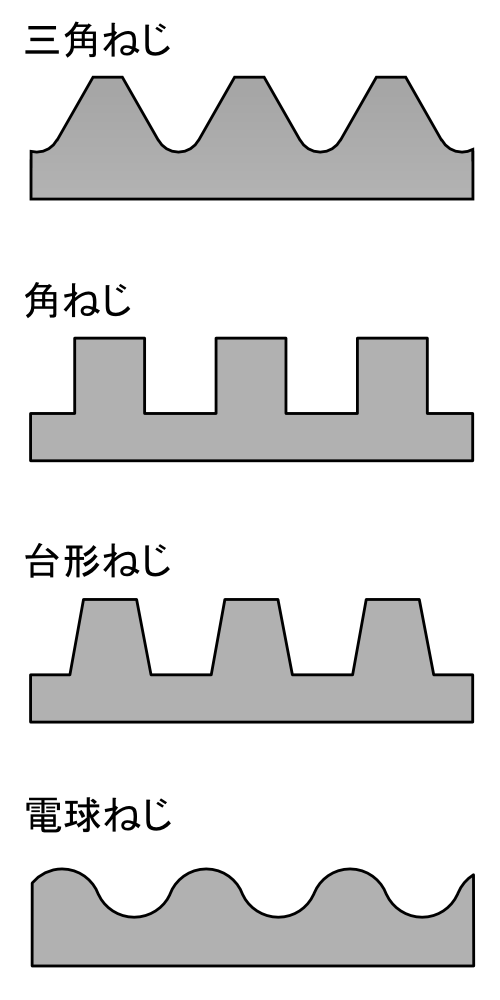
歯の形状
ねじの用途に応じていくつかの歯の形状がある。

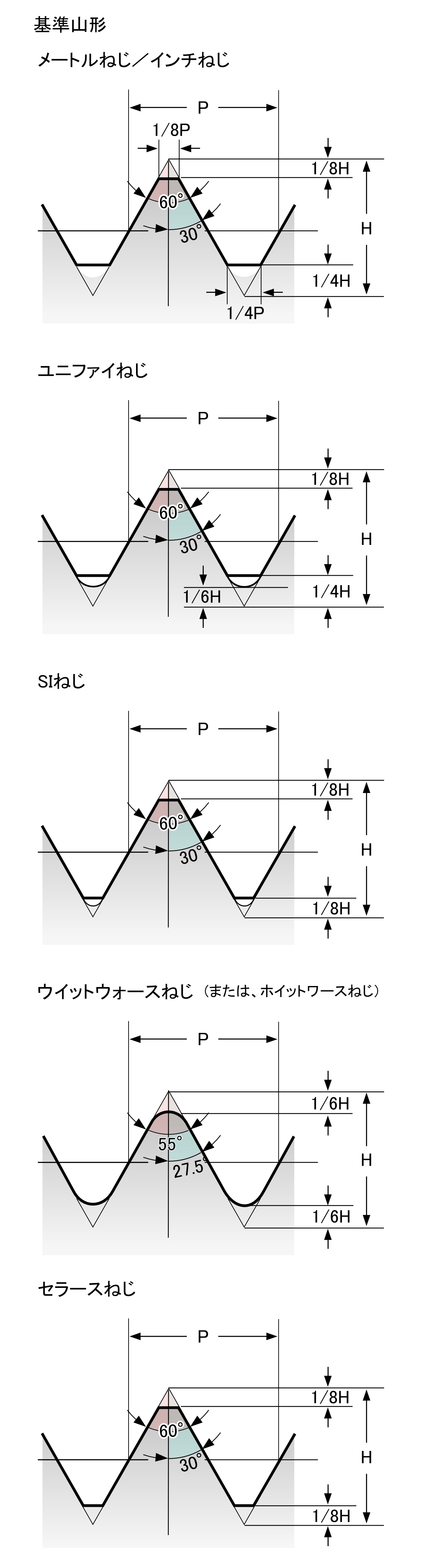
ねじの基準山形(1)

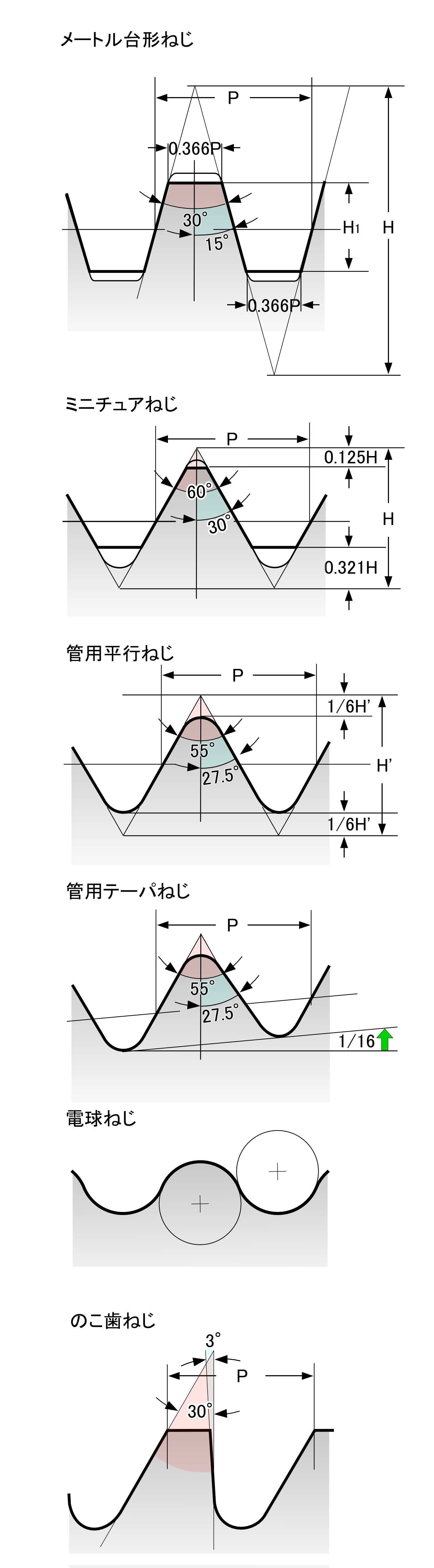
ねじの基準山形(2)

ねじの歯の形状はねじの用途に応じていくつか存在し、基準山形で表されることが一般的である。基準山形とは、ねじ山の実際の断面形を定めるための基準となる理論上のねじ山形状のことであり、ねじ山の1ピッチ分の形状をいう。「基本山形」「基本形」とも呼ばれる。
三角ねじ
ねじ山の断面の斜面の角度が60度で、頂部が平坦または丸みが付けられている。比較的緩むことが少ないので、締結用で使われる最も一般的なものである。メートルねじ、インチねじ、ユニファイねじも三角ねじである。
角ねじ
ねじ山の断面が正方形に近く、比較的小さな回転力で軸方向に移動できるため、プレス機やジャッキなどで利用される。
台形ねじ
三角ねじより斜面の角度がきつく、軸方向の精度が出しやすい。角ねじより丈夫なため旋盤などの送りねじや、測定器でも使われる。
鋸歯ねじ
三角ねじと角ねじを組み合わせたように、斜面の傾きが非対称になっている。一方の軸方向のみ力を受ける用途に向き、プレス機や万力で利用される。緩めるときにすばやく動く。
管用ねじ
ねじ山の断面の斜面の角度が55度の三角ねじであり、管類の接続に利用されることが多い。平行ねじの他にテーパねじがある。
丸（電球）ねじ
ねじ山の断面が半円形で、電球の口金・ソケット[に使われている。

## 分類
以下にねじの分類を示す。
- メートルねじ
  - 並目ねじ
  - 細目ねじ
- インチねじ
  - 並目ねじ
  - 細目ねじ

インチねじ
ねじのピッチを 25.4mmについての山数で表した三角ねじである。
ユニファイ並目ねじ
アメリカ・イギリス・カナダの3国が軍事上の必要から協定したできたねじで、ねじ山の角度が60°の並目のインチねじ（JIS B 0206 参照）。
ユニファイ細目ねじ
基準山形（※1）は、ユニファイ並目ねじと同じであるが、直径に対するピッチが細かいねじである。
ISO小ねじのM3、M4、M5の頭部に小さなくぼみを付ける事で、ピッチの異なるJIS規格との判別できるようになっている。

### ボルト

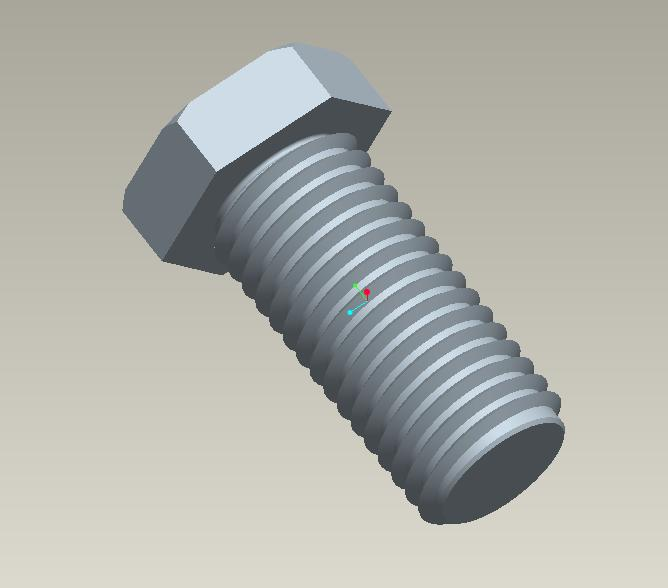
ボルト

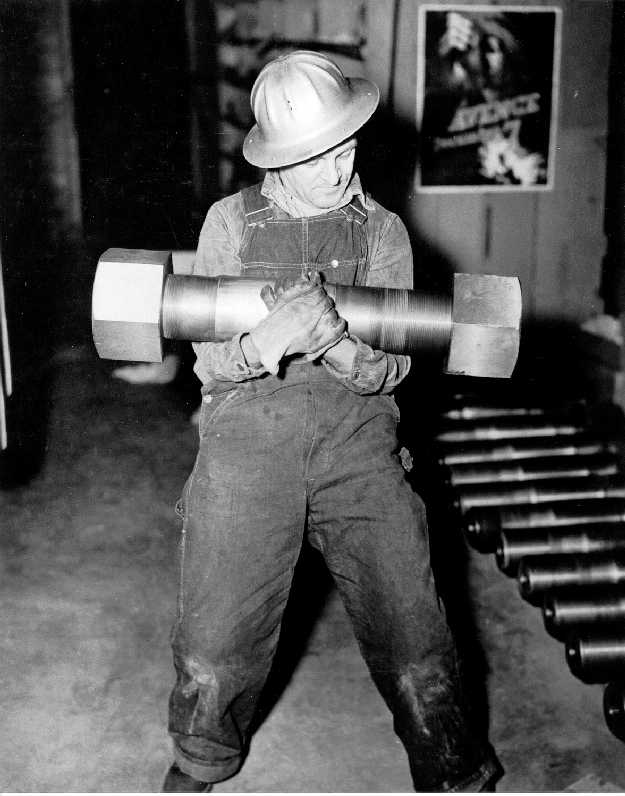
重さ193ポンド（約87.5kg）のボルトとナット。水力発電所の75メガワット発電機で使われたもの

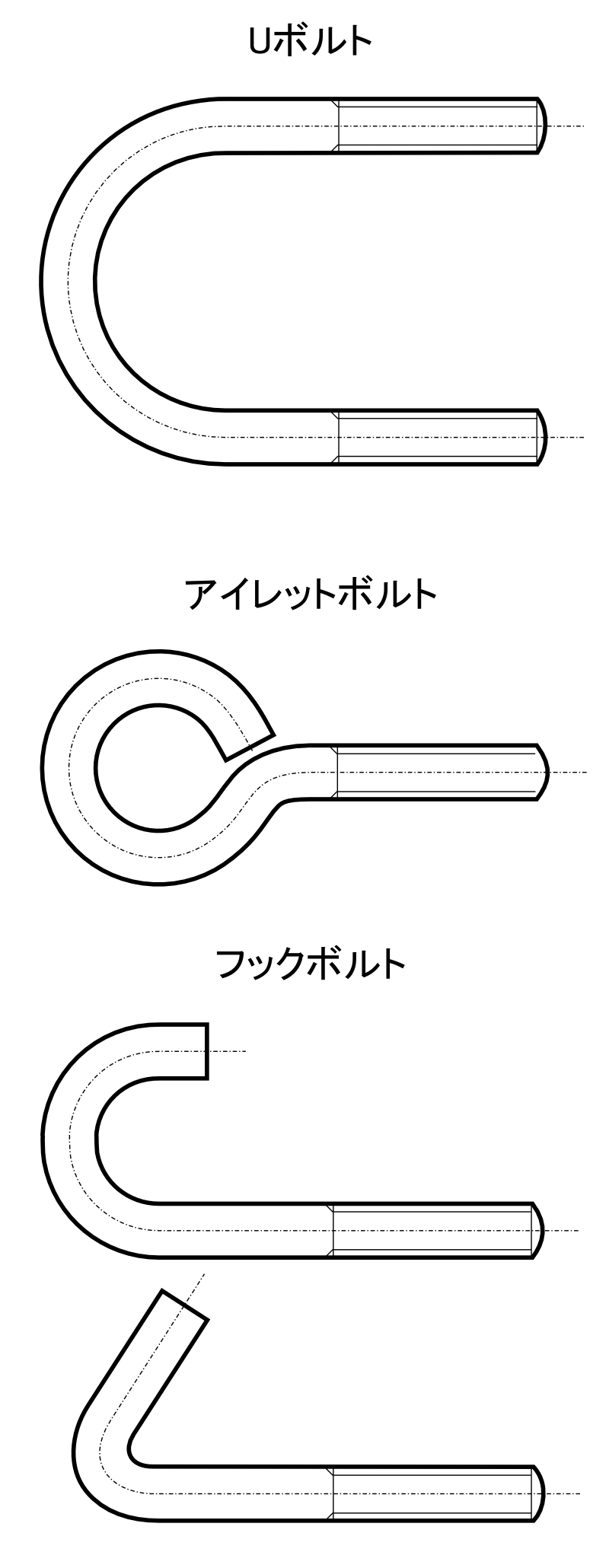
多様なボルト

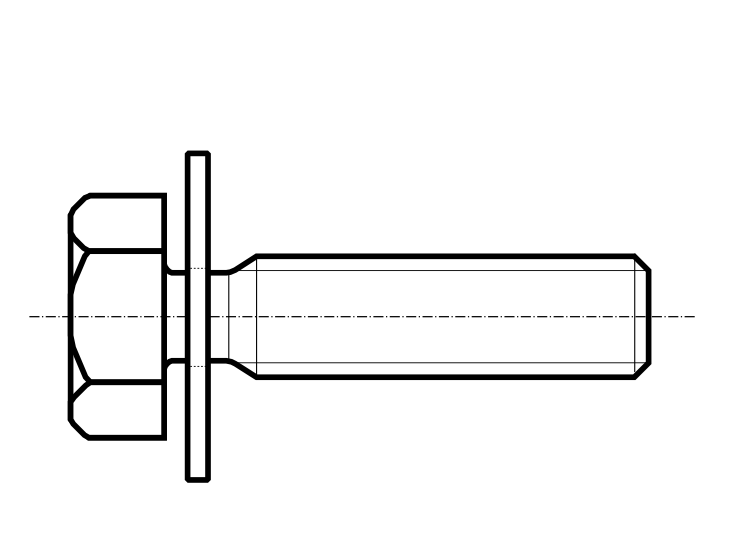
座金組み込みボルト

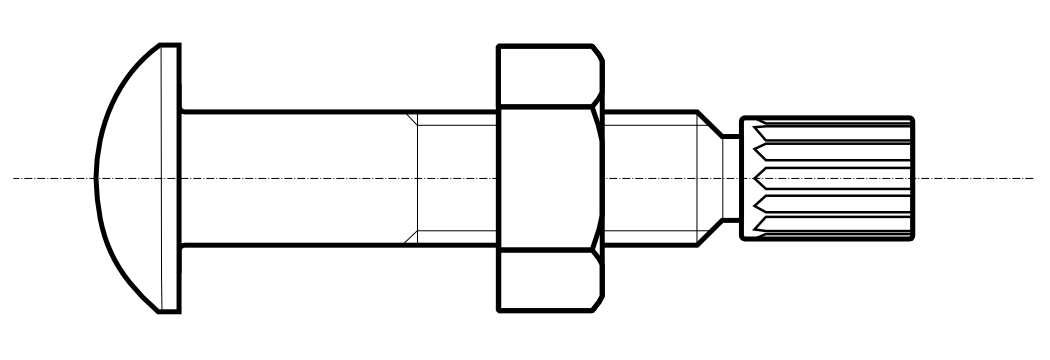
トルシア型高力ボルト

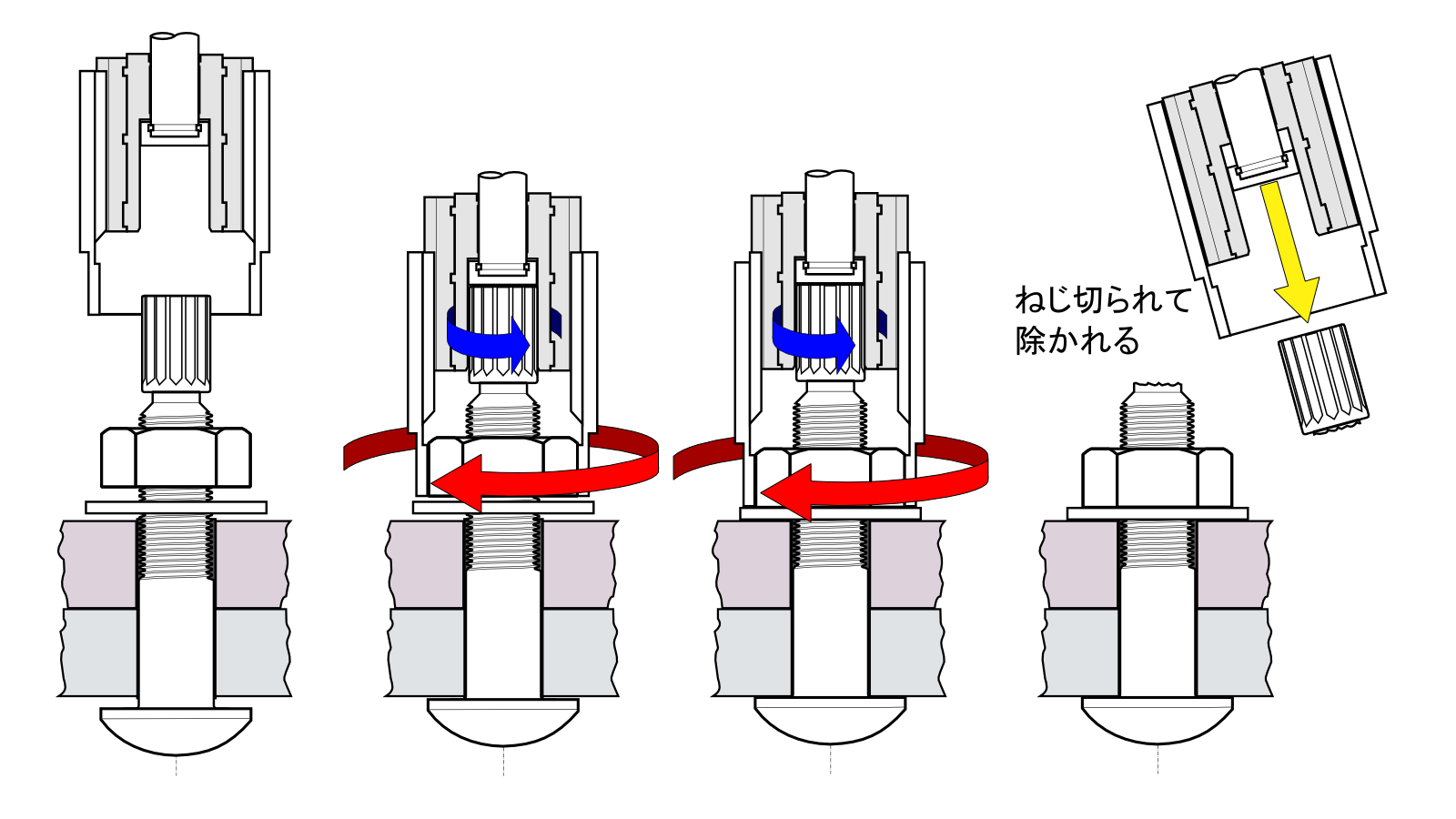
トルシア型高力ボルトの締結過程
ナット側から専用工具で締結され、規定値の締結トルクを満たせばボルトの先端部がねじ切れることで締結は完了する。

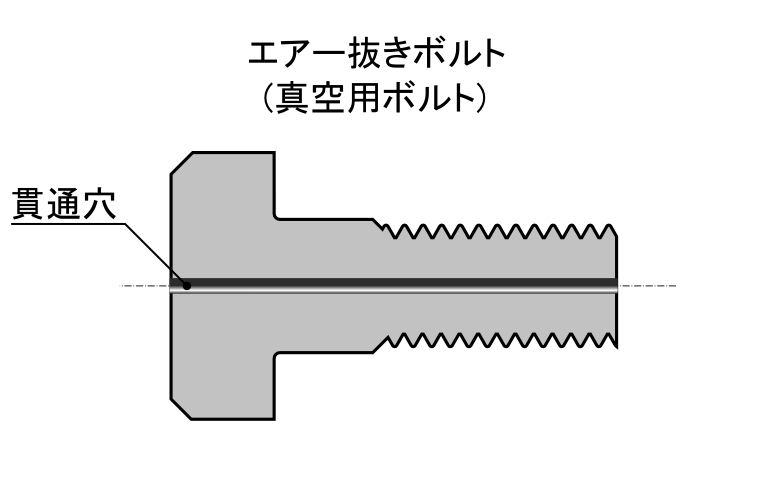
真空装置用ねじ

一般にナットと組んで用いられるねじは、ボルトと呼ばれる。
六角ボルト
ボルトの頭が六角形のもの。特に二面幅（S）とねじの呼び径（d）の比率 s/d が1.45未満の六角ボルトを小型六角ボルトと呼ぶ。
呼び径六角ボルト
ねじが切られていない円筒部の直径がおねじの外径（呼び径）に等しい六角ボルト
有効径六角ボルト
ねじが切られていない円筒部の直径がおねじの有効径に等しい六角ボルト
半ねじ六角ボルト
一般的なボルトであり円筒部の先端から途中までねじが切られている六角ボルト。必ずしも半分とは限らない。
全ねじ六角ボルト
円筒部の全体にねじが切られている六角ボルト
六角伸びボルト
円筒部の一部、または全部の径を細く削って締め付け力によって伸びやすくした六角ボルト
四角ボルト
ボルトの頭が四角形のもの
丸頭ボルト
ボルトの頭が円筒形のもの。多くが頭の側面にローレット加工を持つ。
六角穴付きボルト
丸頭ボルトの頭に六角穴が開いているもの。「キャップスクリュー」と呼ばれることもある。頭部が丸い形状のものは「六角穴付きボタンボルト」、頭部が皿形状のものは「六角穴付き皿ボルト」と呼ばれる。
角根丸頭ボルト
丸頭の根に四角い部分を持つボルトである。締結部の面に四角い穴を開けておくなどして、ボルトの回転を止める。十字穴などは持たないのでボルト側では締め付け作業は行わず、機器の表面に使うことでいたずら防止などに有効である。
皿ボルト
皿頭のボルトで、すり割り付きとキー付きがある。
アプセットボルト
六角ボルトの形状のものでも、頭部の六角や四角を圧造だけで作られた物である。頭部上面が凹んでいるのが普通であり、すりわりや十字穴を持つものが多い。大型ボルトを除いて頭を持つねじやボルトの多角形の頭は圧造に加えて打抜き加工によって形成されるのが多く、その対比として、ボルト頭部を圧造だけで形成したものを特に「アプセットボルト」と呼ぶ。打抜き加工品より強度が劣るため、強く締めたり緩める時はスパナよりボックスレンチの使用が奨められる。
ちょうボルト
頭部に蝶形のつまみが付いていて、締め外しの簡便さが求められる箇所で使われる。
基礎ボルト
機械構造物を据え付ける時の土台に締め付けるボルト。L形やJ形がある。
Uボルト
U字型に曲げられ両端にねじが切られたもの。配管の固定などに使用される。
アイボルト
頭に環状部分を持つボルト
吊りボルト
頭に環状部分を持つボルトの中でも締結物を吊り上げるためのもの。大型の機械を吊り上げるための吊りボルトではそれ自身が重く、頂部に小さな吊りボルトが取り付けられたものもある。
座金組み込みボルト

転造によりねじ山を作る前にねじ首部に座金がはめられているもの。ねじ山の径が大きいために締結前に座金が脱落することがない。組み込まれる座金は多様であり、1枚だけでなく2枚のものもある。同様の小ねじは「座金組み込みねじ」と呼ばれ、それぞれ「セムスボルト」や「セムスねじ」とも呼ばれる。また座金が1枚のものは「シングルセムス」、2枚のものは「ダブルセムス」と呼ばれる。
トルシア型高力ボルト

ボルトの頭部は丸頭で先端部にピンテールを持つ。専用締め付け工具を使用してナット側の片側から、ボルト先端部のピンテールとナットを互いに異なる方向に回して締め付ける。適正な締め付けトルクに達した時点で先端のピンテール部が自動的に破断するため、締め付けトルク管理が容易となる。締め付けは片側からだけで済むので作業性が良く、丸頭により仕上がりがきれいになる。
特殊大型ボルト
大型のボルトになると専用の締め付けツールが必要になるが、特殊大型ボルトは頭部に多数の小型ボルトを備えて、これらの締め付けで首部が縮まるため、人手によるハンドツールだけで締め付け作業が行える。同じ構造の特殊大型ナットもある。
真空装置用ねじ

ねじの軸内を貫通する穴が開いており、真空装置などに使用する場合にボルト穴内に空気などが残留することがないようにできる。
伸び管理ボルト
ボルト内の軸内空洞に細いボルトが通され下端だけが空洞奥で固定されている。頭部外面まで伸びた細いボルトの上端で計測することで、本体の大型ボルトが外力を受けていくら伸びているかを知ることができる。大型プラントや機械に使用される。

#### ボルトの締結法
通しボルト
通し穴を開けて、ボルトとナットによって部材を挟み込む締結法
押さえボルト
部材が厚くて通し穴を開けられないとき、部材側にめねじを切ってボルトを締める締結法
植え込みボルト
部材が厚くて通し穴を開けられないが、押さえボルトでは部材側のめねじの方が損傷しやすいので避けるため、両端におねじを切ってナットで締める締結法

### ナット

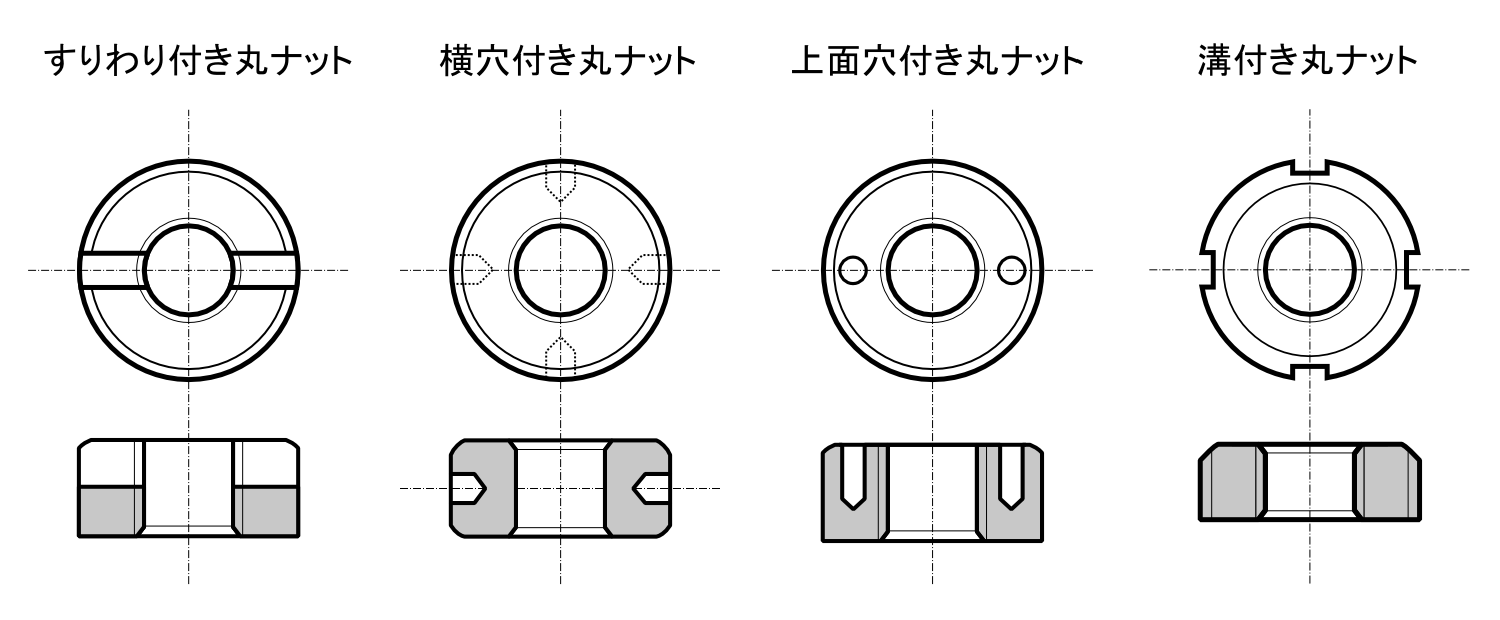
多様な丸ナット

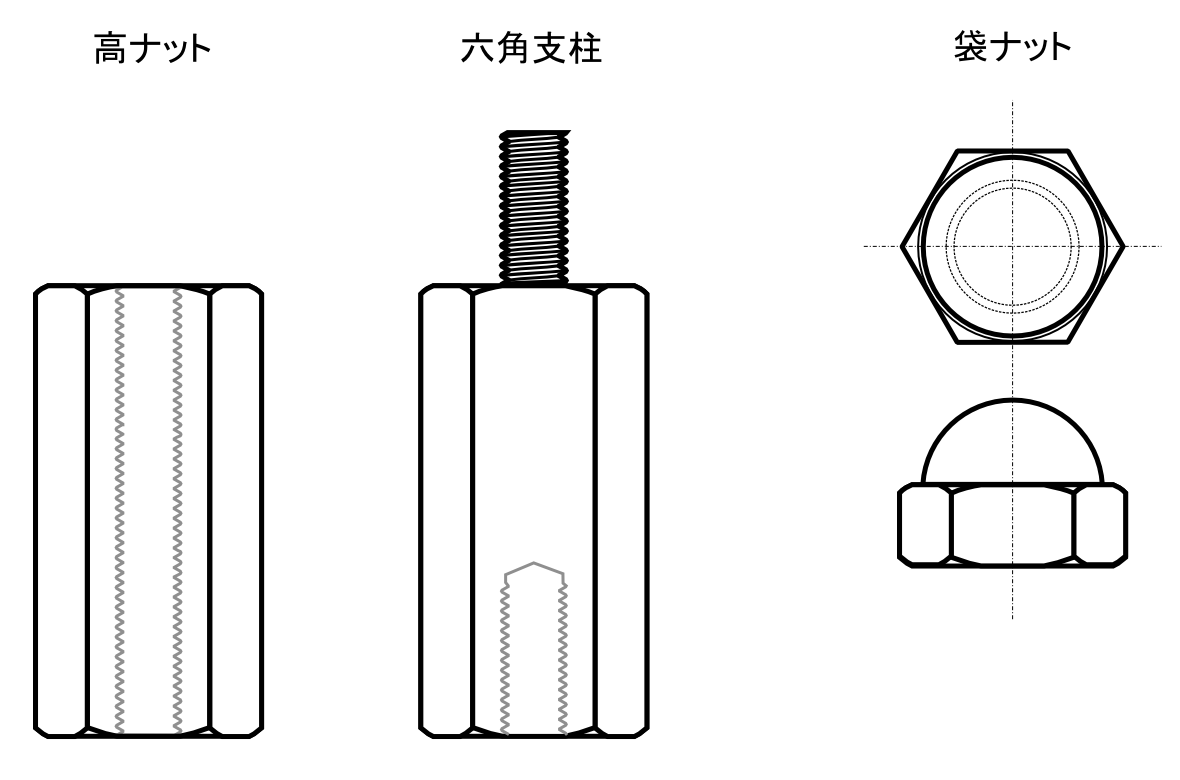
特殊なナット

ナットは典型的なめねじ部品であり、ボルトと対になって使用される。六角ナットを含めて多種多様なナットが作られ使用されている。

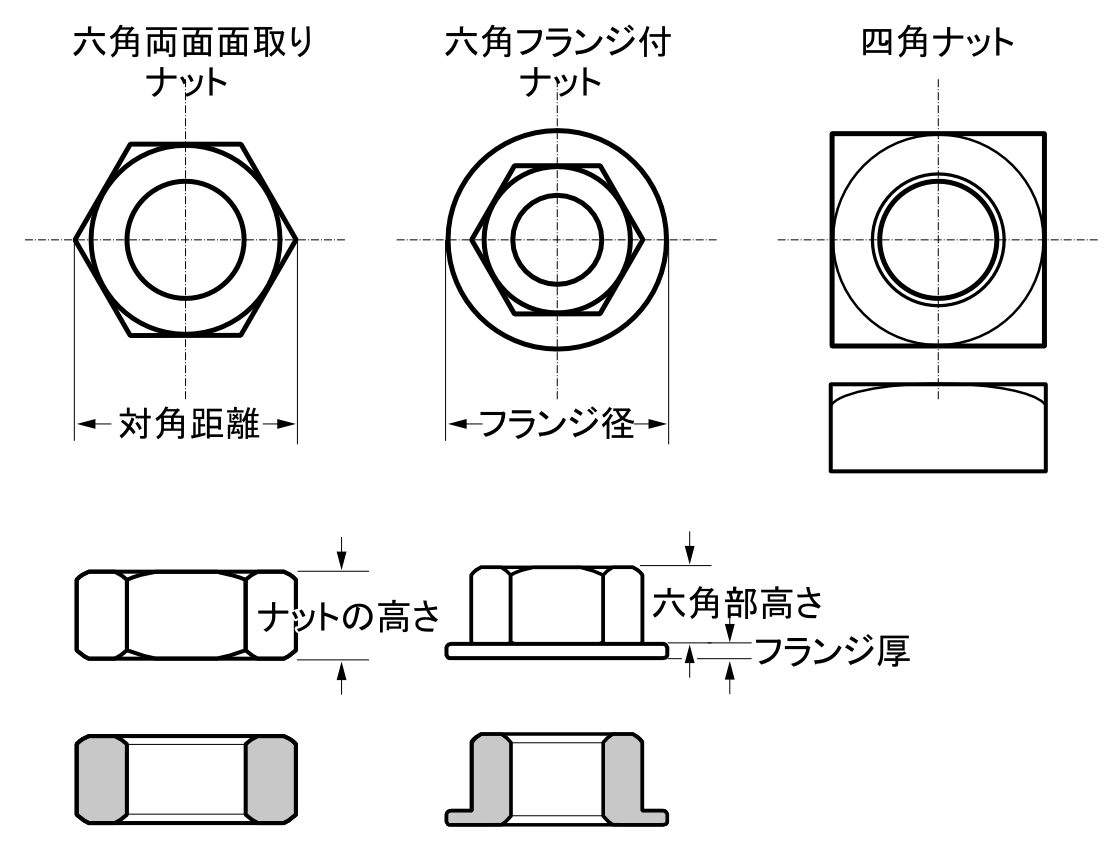
多様なナット

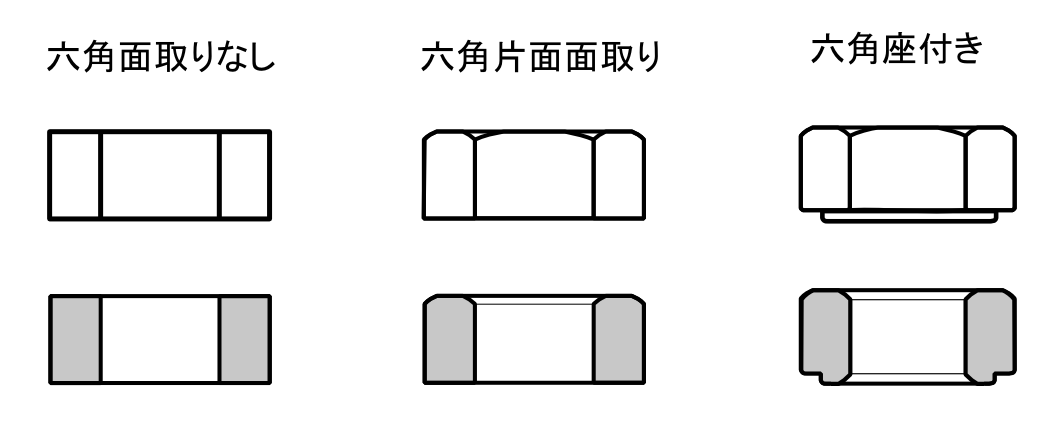
ナットの面取り

ナットの形状表記
- 高さ
- 平径
- 二面幅
- 対辺
- 対角距離

六角ナット
- フランジ付き六角ナット
- つば付き六角ナット
- 歯付きフランジ六角ナット

また、JISでは六角ナットをナットの高さによって3種に分類している。
JISでの六角ナット
- 六角ナット・スタイル1：ナットの高さが呼び径の約0.8倍のもの
- 六角ナット・スタイル2：ナットの高さが呼び径の約1倍のもの
- 六角低ナット：ナットの高さが呼び径の約0.5倍のもの（一般には約0.5-0.6倍のものを「低ナット」（ひくナット）と呼ぶ。）

他のナット類
四角ナット

高ナット
片側がおねじでもう反対側がめねじになっている棒である。部品を支える支柱などに使われえる。高ナットに似たものに「六角支柱」がある。六角支柱は両側がめねじになっている。
丸ナット

全体が丸いため通常のスパナなどは使えず、穴などに工具をかけてナットを回す。
- すりわり付き丸ナット
- 上面穴付き丸ナット
- 横穴付き丸ナット
- 溝付き丸ナット

T溝ナット

フランジ付き12ポイントナット
フランジと共に12個の角を持つ。
偏心テーパ二重ナット
ダブルナットによる緩み止めナットの一種で、テーパだけでなく偏心による効果もある。
つまみナット

ちょうナット
- ちょうナット 1種
- ちょうナット 2種
- ちょうナット 3種
- ちょうナット 4種

刻み付きナット
周囲がローレット加工されたナットである。
袋ナット
通常はボルトの先端部が飛び出る部分がナットの球状覆いでふさがれている。美観やボルトのねじ部による損傷防止に使われるが、ボルトの長さが適正であることが求められる。
溶接ナット
溶接用のナット。ウエルドナットとも呼ばれる。四角や六角がある。
カレイナット
1mm程度の鋼板などにねじを切るには薄すぎる場合に、穴を開けた部分にプレス機などでカレイナットを圧入してナットの首下部分のナールと呼ばれる溝でかしめる。ナットの反対側は平坦なままとなる。
座金組込み六角ナット
六角ナットの座面側に皿ばね座金や波形ばね座金などを組み込んだナット。座金は落ちずに自由に回転できる。
ボルト中間差込みナット
ナットの輪が開く構造になっており、長いボルトの中間に横から取り付けできる。力があまり掛からない箇所で使用される。
ナットサート
薄い母材に挿入し、専用のツールを使用しブラインドリベットと同様にかしめる。母材の片側だけで作業を行えるので、通常のナットでは手が届かない場所にも使える。

### 特殊なねじ

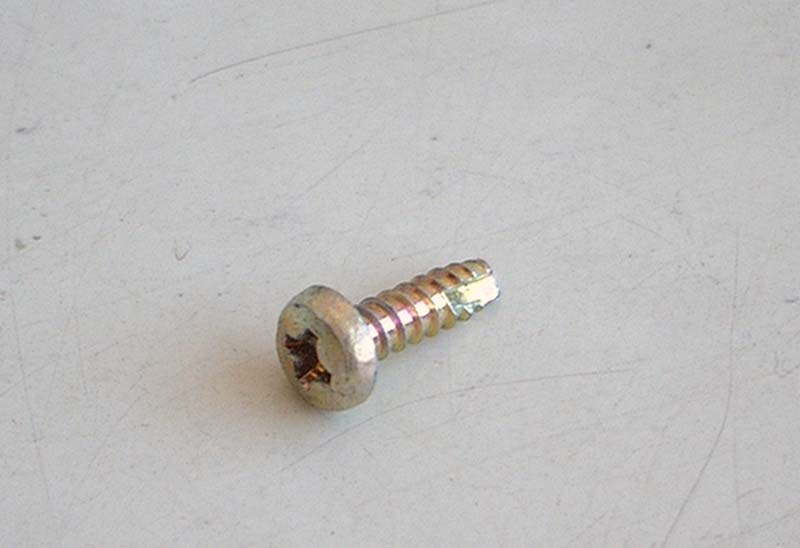
タッピンねじ

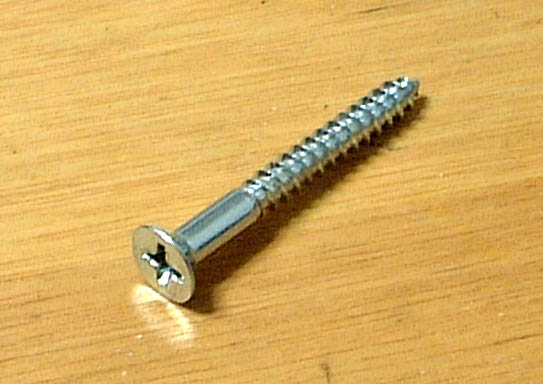
木ねじ

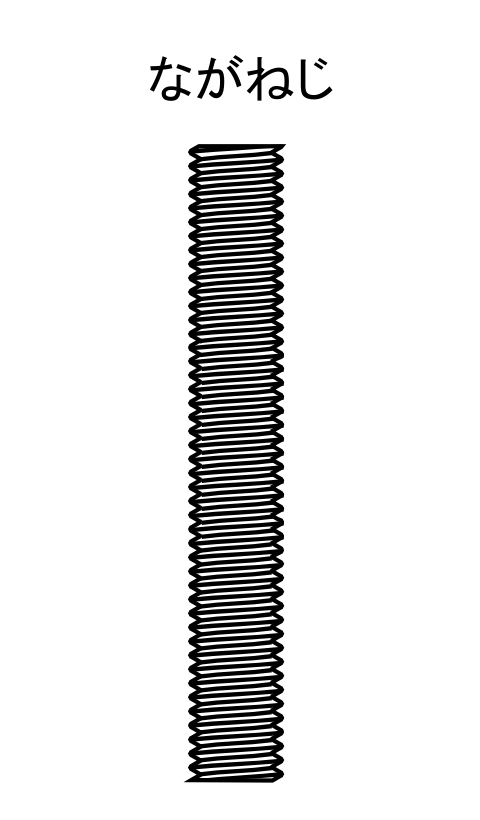
長ねじ

ねじには、用途や機能、形状により、以下のような特殊なねじがある。
ロックナット
緩み止めの工夫が施されたナット全般を指し「セルフロックナット」（Self lock nut）を省略した名称である。多様な種類があり、特定の種別を指さない。
ダブルナット
緩み止めのために、最初のナットに加えて後からもう1つが止められる2つ1組のナットのこと。
いもねじ
おねじ部品でも頭の無い全ねじのもの。一方の端にすりわり、又は六角穴などを持つ。主に止めねじとして使われる。「むしねじ」とも呼ばれる。
止めねじ
ねじの先端で、機械部品などの運動を止め固定するためのおねじ部品である。通常は頭部の出っ張りを持たずにねじ部だけから成り、「いもねじ」「押しねじ」「虫ねじ」などとも呼ばれる。六角穴付き止めねじや、四角止めねじ、すりわり付き止めねじがある。「六角穴付き止めねじ」は「ホーローセット」とも呼ばれる。先端部は用途に応じた形状に仕上げされる。頭のある普通の形状のねじも止めねじとして使用されることがある。
長ねじ
いもねじと同様に頭の無いおねじだけのねじだが、より大きく長いものを指す。必要に応じて切断して使用されることもある。複数のナットと共に使って、部品を支える支柱や建築用途で使われることが多い。「寸切り」などとも呼ばれる。

### めねじを必要としないもの
木ねじ
木質の材料に下穴を開けるだけでめねじを切らずにそのままおねじだけで止めるねじである。尖った先端までねじ山を持ち、一般にねじ山の間隔が広い。対応するめねじを持たない無穴地、もしくは錐穴に直接ねじ込まれる。先端から3分の2ほどにだけねじ部になっており、頭に近い部分は挟みこんだ部材と密着することで緩み止めやガタツキ防止となる。すりわり付き木ねじや、十字穴付き木ねじ、コーチねじがある。
タッピンねじ
薄い鋼板、アルミニウム合金板や樹脂材料に下穴を開けるだけでめねじを切らずにそのままおねじだけで止めるねじと、下穴を開けずにそのまま穴開け加工をねじ自身が行うものがある。先端の尖ったものと、切り落とされて溝が切られたものがある。他のねじに比べてねじ山の荒いものが多い。すりわり付きタッピンねじや字穴付きタッピンねじ、六角タッピンねじなどがある。「タッピングねじ」「タッピングビス」とも呼ばれる。
ドリリングタッピンねじ
「軽天ねじ」とも呼ばれ、元々は石膏ボードの取り付けのために作られた。比較的柔らかな材質に対して、下穴加工を必要とせずにねじだけで穴を開けてタップを作り締結まで行える。十字穴付きトランペットや十字穴付きフレキがある。
ドリルねじ
ドリリングタッピンねじと同様に、下穴加工を必要とせずにねじだけで穴を開けてタップを作り締結まで行える。先端部にドリル状の部分を持つ。比較的薄い鋼板から多少厚みのあるものまで自身で穴を開けられる。以前は「セルフドリリングねじ」と呼ばれていた。
コーススレッド
木材用の締結用のねじであり、木ねじに似ているが木ねじよりもねじ山の間隔が広く、締結力が強い。建築現場で使われることが多い。

### 他のねじ
管用ねじ
管用ねじには、「管用平行ねじ」と「管用テーパねじ」がある。共にインチねじ規格であり、ウィットワースねじと同じくねじ山が55度の角度を持つ。管用テーパねじは一般に1/16のテーパを持つ。バキュームカー等では企業独自の規格ネジを使用している場合がある。
まくら木用ねじ
鉄道の線路に使われる枕木にレールを止めるためのボルトである。従来の犬釘に代わって使用されるようになっている。
打ち込みねじ
ねじ部はリードの大きい多条ねじである。くぎを打つように打ち込んで固定する。先端部が平らなものと尖ったものがある。

### 関連部品
ねじの関連部品を以下に示す。ねじの関連部品には、小ねじやボルトと一緒に使う緩み止めなどの部品が多い。
- 座金
- ピン

これらの他にも、セーフティワイヤ、緩み止め用接着剤、スペーサー、
接着ねじ
接着ねじはめねじを備えた取り付け台座であり、航空機のように樹脂やカーボンファイバ製の面にねじを止める時に使用されることが多い。

#### 座金
座金（ざがね、ワッシャー）には、締め付け時に締結面を傷から守るものと、逆に締結面に食い込むものがある。
座金には以下の目的がある。
- ボルト穴が大きい場合の安定[34]
- 柔らかい材質への陥没防止[34]
- 緩み止め
- 座面の摩擦係数の安定化[34]
- 座面の保護
- ボルトのバネ定数の縮小[注 22]
- 漏洩防止[注 23]
- 斜面の補正[注 24]

以下に主な座金の種類を示す。
平座金

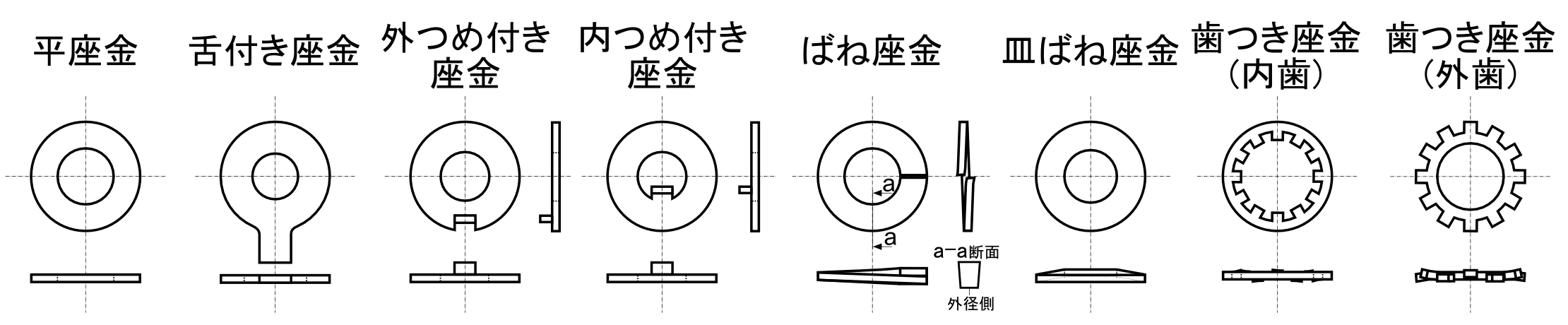
様々な座金

丸型と角型がある。角型平座金は木造建築で多用される。「平ワッシャー」とも呼ばれる。
舌付き座金
内周や外周に突起が出て、締結側やボルト・ナット側に当たることで回転緩みを防止する。
つめ付き座金
短いつめが片側に飛び出ている。主に締結面に穴などを開けておくことで座金の回転を防止する。内側につめが出ているものと外側に出ているものがある。
ばね座金
バネが緩み止めと脱落防止の働きをする。皿型ばね座金や波型ばね座金もある。1巻きと2巻きのものがあり、端面に爪が付いたものもある。「スプリングワッシャー」とも呼ばれる。
皿ばね座金
皿形のばねになっている。
波形ばね座金
波形のばねになっている。
歯付き座金
内歯のものと外歯のものとがあり、締結面に食い込むことで緩みを防止する。「菊座」とも呼ばれる。
球面座金
座金の片面が球面状になっている。
山形座金
皿や丸皿のねじでも締結面にザグリ加工が必要ない。装飾用にも使用される。「ロゼットワッシャー」とも呼ばれる。
組み合わせ座金
上記の座金をいくつか組み合わせたもの。

#### ピン
割ピン
硬い針金をヘヤピン状に折り曲げただけの、ピンの中でも単純な構造のものである。多様な使い方があるが、ねじの締結では側面に穴を開けたボルトなどに通し、先を広げることでナットの抜け止めに使われる。「コッターピン」とも呼ばれる。
スナップピン
波状部分を持ち、取り付けと取り外しがすばやく行える。
スプリングピン
ピンの中でも剛性のある板を管状に丸めて半径方向にばねの効果を持たせたもの。穴の加工精度を問わない利点がある。
平行ピン
円柱形のもの。
JISでは以下の3種類の規定がある。
- A種 - 片方が平面取り、片方が丸面取り
- B種 - 両面が平面取り
- C種 - 両面とも面取りなし

テーパーピン
1/50のテーパーが付いている。小さな径の方が呼び径となる。
ねじ付きピン
ねじ付きテーパピンや、ねじ付き平行ピンがある。

## 標準規格
ねじはその構造上、互換性が非常に重要であり、早くから標準規格が規定された。その主なものを以下に示す。これらの主な標準規格の他にもそれぞれの業界ごとや企業ごとの規格が存在する。なお、小ねじの頭の表面に小さなくぼみが付いているものはISO規格に沿っているという印であり、日本ではJIS認定工場でのみ付けることが許される。
メートル単位系を用いたものは「メートルねじ」と呼ばれ、インチ単位系を用いたものを「インチねじ」と呼ばれる。一般にメートルねじでのねじのピッチは1ピッチあたりの長さを「ミリ」で表すのに対して、インチねじでは、「軸方向1インチあたりの山数」で表される。
ISOメートルねじ
国際標準化機構（ISO）で規定された汎用のメートル三角ねじである。ねじ山の角度60度。接頭記号「M」で識別される。日本やヨーロッパ各国で広く使われている。日本産業規格（JIS）では呼び径に対するピッチの細かさによって、標準的なピッチの「並目」と、それより細かい「細目」とに分けて規格が採用されている。
ユニファイねじ（ISOインチねじ）
ISOで規定された汎用のインチ三角ねじである。ねじ山の角度60度。接尾記号「UN」で識別される。ねじ山は角度60度。汎用として、呼び径に対するピッチの細かさにより「並目」(UNC)、「細目」(UNF)、「極細目」(UNEF) が規定される他、航空宇宙機器用 (UNJ) がある。日本では航空機などごく一部での採用にとどまるが、米国では広範に使用されている。日本のJISには並目と細目のみが採用されている。
ウイットワースねじ
ねじ山の角度55度のインチ三角ねじである。1834年に世界に先駆けて、イギリス人のホイットワース（Whitworth）により考案された。JISでも規定されていたが、1965年に廃止されている。日本では主に建築分野で使用される。
管用テーパねじ
テーパおねじとテーパまたは平行めねじの組み合わせで使用され、気密性を必要とする管の接続に使われる。ねじ山の角度55度のインチ三角ねじで、テーパの傾きは16分の1である。最初にイギリスで規格化され、その後はJISにも導入されて日本でも広く使われている管用ねじである。その後ISOにより国際標準化された。ISOではテーパおねじ、テーパめねじ、平行めねじをそれぞれ接頭記号「R」「Rc」「Rp」で識別するが、JISの当該規格がISOに準拠する以前はテーパねじ（おねじ・めねじ共）を「PT」、平行めねじを「PS」とそれぞれ呼んでおり、現在でも慣用的に旧式の呼称が用いられる事がある。また、殆どの場合R・Rc・Rpと、PT・PSとは同義であるが、一部にISOには規定されていない呼び寸法がある。
アメリカ管用ねじ
管の接続に使われるねじ山の角度60°のインチ三角ねじである。テーパねじと平行ねじとがあり、テーパねじにおけるテーパの傾きは16分の1である。日本では一般用管用テーパねじ「NPT」や気密管用テーパねじ「NPTF」（共に接尾記号）が使用される。

## 製造法

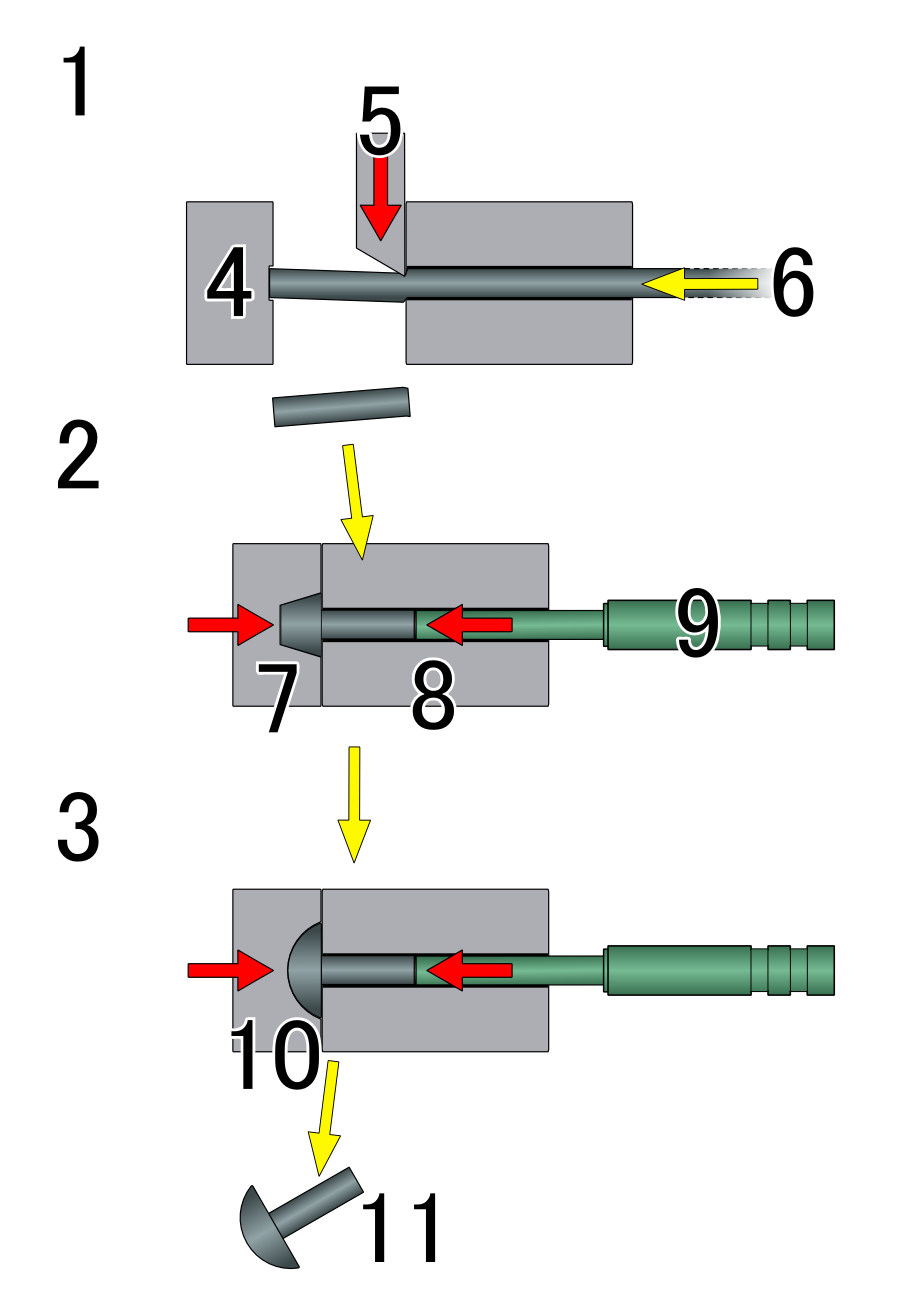
ダブルヘッダー式ボルトフォーマー
1:ワイヤ切断 2:予備据え込み 3:仕上げ据え込み 4:ストッパー 5:カッター 6:ワイヤ 7:第1パンチ 8:ダイス 9:ピン 10:第2パンチ 11:ブランク

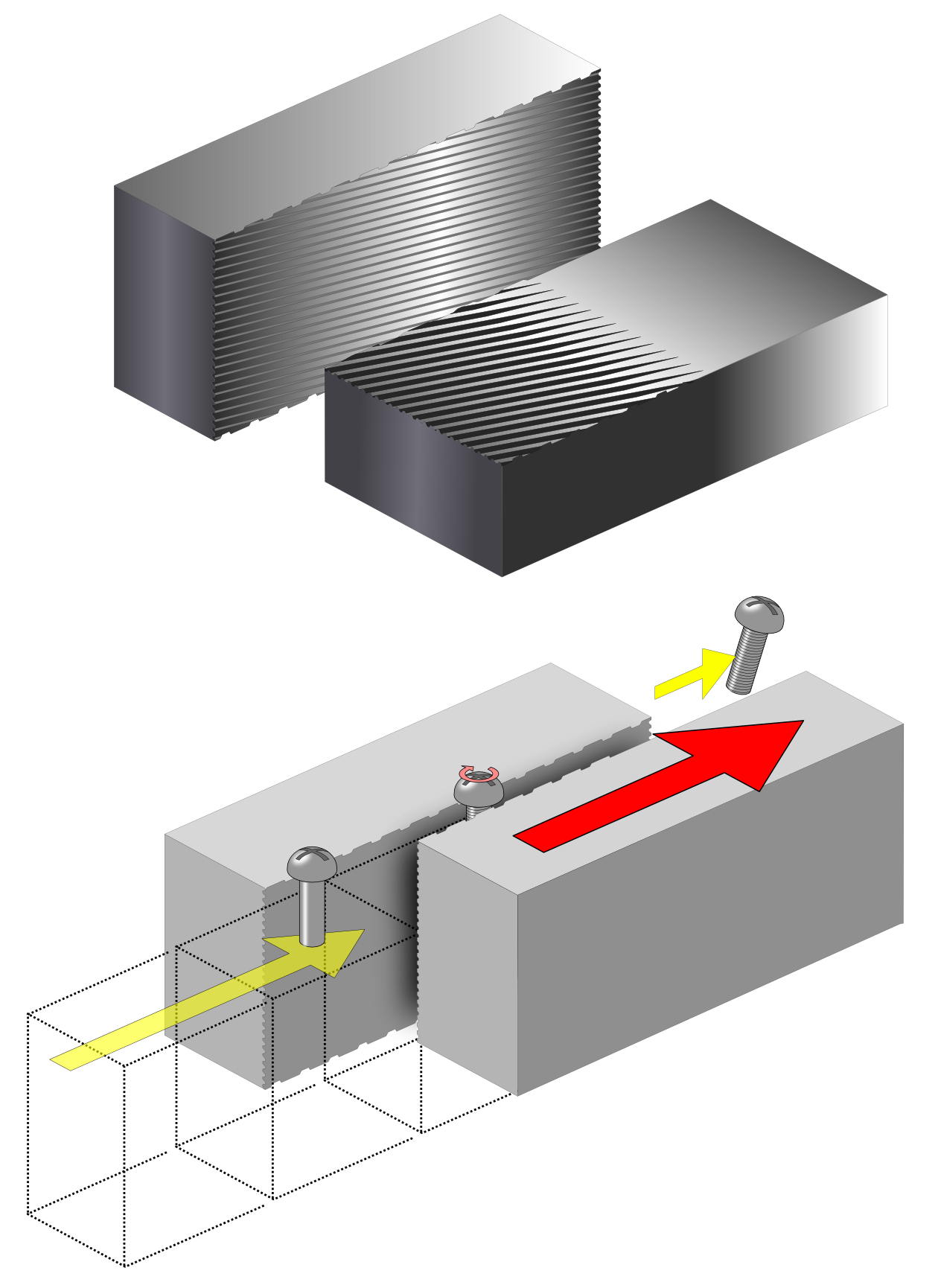
平ダイス式転造盤
2つの平ダイスの間にブランクを挟んで、片側の平ダイスを横にスライドさせる間にねじ山を転造する。

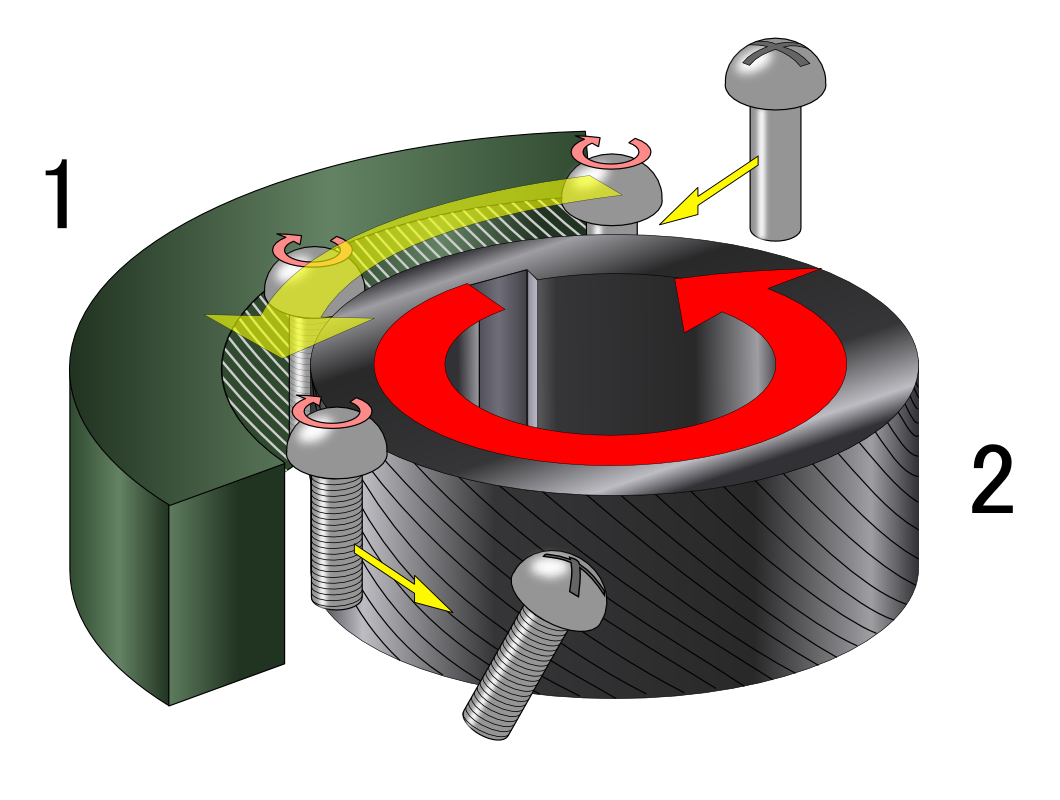
プラネタリ式転造盤
1:扇ダイス、又は、セグメント・ダイス（固定側） 2:丸ダイス、又は、ローラー・ダイス（回転側）
扇ダイスの端で丸ダイスとの間に挟まれたブランクが扇ダイスのもう一方の端まで回転しながら送られる間にねじ山を転造する。いくつものねじを同時に連続して転造できるので生産性が高い。

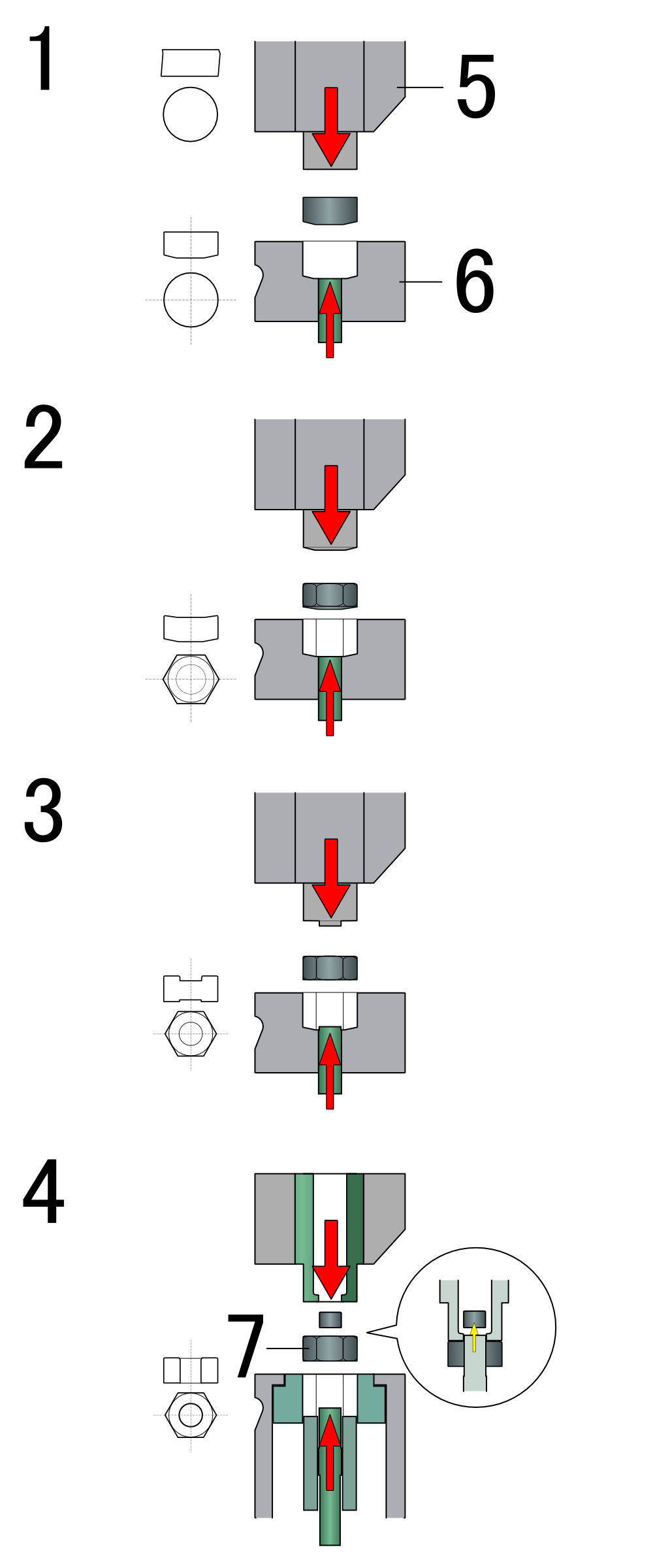
ナットフォーマー
1:第1工程 2:第2工程 3:第3工程 4:第4工程 5:パンチ 6:ダイス 7:フォーマーナット

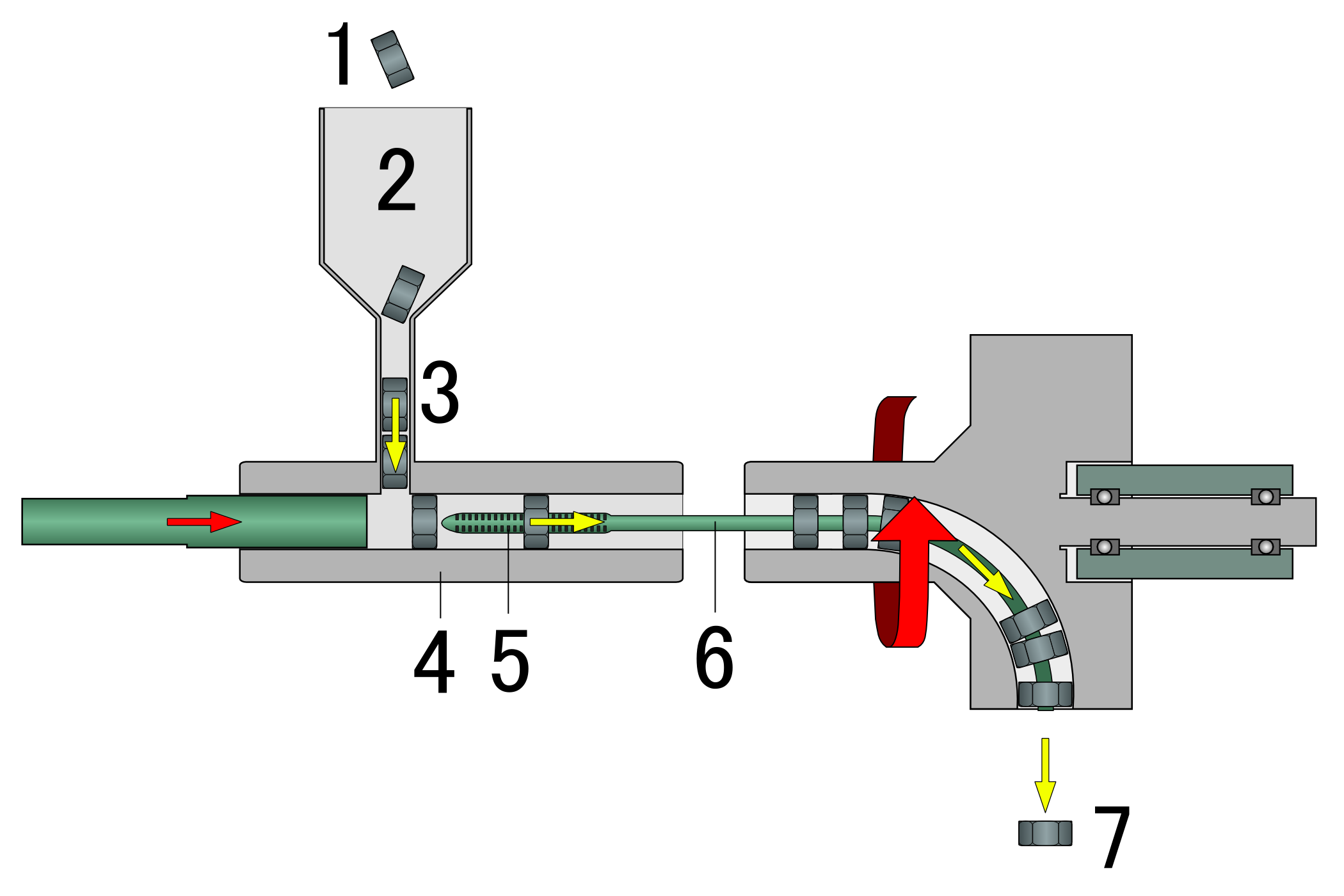
自動ねじ立て盤
1:フォーマーナット 2:ホッパ 3:シュート 4:ガイド 5:刃部 6:ベントシャンクタップ 7:完成品

ボルトやナットといった鋼製のねじ類の中でも比較的小型で生産量の多い物の製造法について説明する。
ねじ部の加工方法は、転造による方法と切削・研削による方法に大別できる。生産量や生産性、加工精度の違いによって2つの方法が使い分けられる。いずれの方法によっても切断された鋼製の線材が材料として使用されることが多い。
概ね以下の工程を経る。
1. 切断
2. 成形
3. 洗浄
4. ねじ部加工（転造、又は切削・研削）
5. 熱処理
6. 表面処理
7. 検査

切断工程
ボルトもナットも大きなものの材料には棒材が使われるが、小さなものはコイル状の線材を線送りローラーで直線状に直してから切断して使用される。ねじ部が切削・研削によって作られるボルトは、元となる線材の太さも完成時の呼び径や円筒部径より太いものが選ばれる。転造法ではそれより幾分細いものが選ばれる。
成形工程
頭部を中心に何段階かの圧造工程によって外形を形成する。小型の部品では冷間圧造で済むが大型の部品では熱間圧造が必要になる。量産品ではボルトフォーマとナットフォーマによって冷間圧造または、熱間圧造が行われる。
ねじ部加工工程
ねじ部の加工方法は「転造法」と「切削・研削法」の2つに分かれる。次節で詳しく説明する。
熱処理工程
強度区分で8.8以上の鋼鉄製ボルトに対して、ねじ部を加工する前後のいずれかで、焼き入れ焼き戻しによる熱処理が行われる。タッピンねじのように硬度が求められ浸炭処理が行われるものでは、遅れ破壊の危険性が増すために使用時の荷重などに配慮が求められる。
表面処理工程
表面処理を行う。電気めっきでは水素が金属中に侵入することで水素脆化による破壊要因となるため、表面処理が必要だが強度が特に求められるボルトでは200℃程の雰囲気中で2時間程度保持することで水素を追い出す処理を行う。ナットはボルトと異なり強度が求められる場合には、高さとねじの山数を増やすことで対応できるため、比較的製造上の注意点は少ない。
検査工程
形状が規格の公差内に収まっているか、割れがないか、表面処理に不備がないか、などを検査する。
ボルトの大きなものは量産に向かず、まず熱間圧造によって外形を形成し、さらに転造する場合でも加熱した上で熱いうちに加工する方法が採られるが、膨張と収縮による加工精度の低下に特に配慮する必要がある。タッピンねじやドリルねじのような先端に刃を持つねじは、ねじ部の加工後に足割り機と呼ばれる専用機で先端に切れ込みを入れる。ローレット加工が必要なねじは、ねじ部の加工後に平ダイスや丸ダイスで付けられるものと、ねじ部の加工工程で1つの平ダイスでねじ山の転造とローレット模様の転造を行うものがある。
プラスチック製のねじ類では射出整形によって製造されることが多く、切削加工も行われる。

### 転造法
転造法は塑性加工属する鍛造法であり、材料を回転させながら硬質の金型に押し付けることで形を形成するものである。加工時間が短く材料の無駄も生じないが、高い加工精度は得られない。塑性変形に伴う加工硬化によって製品は硬くなる。
転造工程では、塑性変形によって谷が押し込まれる分だけ山が盛り上げられることでねじ山部分が形成される。このため、切削クズのような無駄となる材料は転造では生じない。ただし、加工精度を高めるために転造後に切削・研削を行うことはある。転造を行う工作機械は転造盤と呼ばれる。平ダイス式転造盤、丸ダイス式転造盤、プラネタリ式転造盤がある。おねじの場合には、ねじ山の形状を刻んだダイスで中間製品であるブランクを強力に挟み込み、間で回転させてねじ山を生成する。一般には、「ねじ転造」はこのおねじの転造加工を指す。めねじの転造は、切削タップと同様にねじ山の形状を刻んだ棒を中間製品であるフォーマーナットの穴に捻じ込んでねじ山を作るが、転造用のタップは切削用のものと異なりねじ溝を刻むための刃を持たない。転造では加工表面は変形により硬化し、またダイスとの接触で磨かれる。
ナットの少量の加工では、ドリルなどを備えたボール盤とほとんど同様の姿で、加工のための転造タップを備えた縦型ねじ立て盤が主に使われる。
ボルトの鍛造による量産加工では、ボルトフォーマーによって線材から太めの外形を備えた「ブランク」と呼ばれる中間製品を作り、平ダイス、丸ダイス、扇ダイスなどでねじ山を転造によって形成する。
ナットの鍛造による量産加工では、ナットフォーマーによって線材から穴の開いた「フォーマーナット」と呼ばれる中間製品を作り、自動ナットねじ立て盤によって内側のねじを加工する。自動ナットねじ立て盤のベントシャンクタップは、めねじ加工済みのナットを多数数珠繋ぎに周囲に通過させるという巧妙な工夫によって加工機本体とは直接接続されないまま回転力を受けることができる。

### 切削・研削法
切削・研削を使った方法は、バイトのような超硬質の刃先で材料を削り落として行くことで形を形成するものである。高い精度での加工が行えるが加工に時間がかかり材料の無駄も生じるため、生産量としては少数派である。
切削法ではねじの溝を掘り下げることでねじ山を作る。このため、ブランクのねじ部はねじの山の径よりも大きい必要がある。
切削加工では手動や旋盤でのねじ切りダイスや切削タップ、旋盤、フライス盤やNC工作機のバイトなどによって行われ、専用のねじ切り盤もある。ねじ切りダイスはおねじ、切削タップはめねじの製作にそれぞれ用いられる。
旋盤によるねじ切りは、ねじ溝の形状を有するバイトを用い、主軸の回転に対してねじのリードに等しい送りを軸と平行に与えてねじ溝を生成するもので、少量の生産に用いられる。おねじでもめねじでもバイトが変わり工作物に当てられる位置が変わる他は同様である。近代的なねじ製造法として最初に確立したもので、一般には1本のねじ溝を複数回に分けて切削する必要がある事から大量生産には向かないが、ねじ製造の基本的な工作法である。
ねじ切り盤と呼ばれるねじ専用の切削加工機は、旋盤で行われるタップやダイスによるねじ切りに似るが、専用機では複数の刃が一列に刻まれたチェーザーと呼ばれる刃物を複数同時に使って多数のねじ溝を一度に切削する事により短時間でねじ切りできる。
少量のナットのめねじの加工では、ドリル同様に使用でき切り屑が出る切削タップが主に使われる。まずドリルで下穴を開けてからタップで切削加工を行ってゆくが手間がかかる。小型ナット用の基本的な切削タップでは、加工後に逆転させてナットをタップから抜かなければならず、生産性がさらに悪くなる。大径のナット用の切削タップでは、チェーザーという刃が軸に植え込まれた「植刃タップ」と呼ばれるものがあり、また、加工後に逆転する必要がないようにチェーザーが引き込んで加工済みのナットが抜けるものもある。

## 材質

### 金属
鋼鉄
軟鋼や硬鋼といった炭素量の違いの他にも、ニッケル、クロム、モリブデン、コバルト、タングステン、バナジウム、ニオブ、タンタルなどの添加量の違いによって「ステンレス鋼」「ニッケルクロム鋼」「クロムモリブデン鋼」「ニッケルクロムモリブデン鋼」といった合金があり、用途に応じて使用される。鋼鉄製の小ねじの元となる線材は「冷間圧造用炭素鋼線」と呼ばれるものから作られることが多く、これはSWCH（carbon steel wire for cold heading and cold forging）材とも呼ばれ、炭素0.53%以下でマンガン1.65%以下のものを指す。実際にはSWCH10RやSWCH20K、SWCH45Kのように細かな種類があり、2桁の数字は炭素の含有量0.001%の倍数を、"R"はリムド鋼を、"K"はシリコンキルド鋼を、"A"はアルミキルド鋼をそれぞれ表す。小ねじ類はSWCH材から作られることが多いのに対して、より強度が求められるボルトやナットは鉄にニッケル、クロム、モリブデンなどを加えた合金鋼で作られることが多い。
ステンレス鋼
13%程度のクロムを含むマルテンサイト系ステンレス鋼は高強度で耐摩擦性に優れるが耐食性が低く、代表的なSUS410がねじ類で広く使用されている。18%程度のクロムを含むフェライト系ステンレス鋼は耐食性と圧造性に優れており、代表的なSUS430が錆に強い冷間成形加工製品で使用されるが、冷間加工硬化は小さいためタッピングねじのような硬度が求められるものにはあまり適さない。18%程度のクロムと8%のニッケルを含むオーステナイト系ステンレス鋼は特に耐食性に優れている。この代表的なものにSUS304があるが、冷間加工硬化が大きいため冷間加工を行うと工具の折損や製品の割れが生じるため冷間加工には向かない。
アルミニウム
純アルミニウムは強度が低いためあまり使用されず、マグネシウムを加えた5000番台のものと、マグネシウムと亜鉛を加えた7000番台のものが使用される。アルミニウムは耐食性、電気伝導性、熱伝導性に優れて軽く、非磁性であるという特徴があるが、その中でも5000番台のものは加工性も良いのでよく使用される。7000番台のものは強度で優れるがアルミ合金の中では比較的耐食性に劣る。
チタン
チタンは耐食性、軽量性に優れ、非磁性であり、ほとんどの点で鉄鋼を上回る特性を持ち、生体への親和性も良い。特に海水に対する耐食性は高く金属疲労も起こし難いため、錆びては困り強度が求められる部分で使用されることが多い。熱伝導性は悪く、加工においては工具が磨耗しやすく、チタン自身の価格も高い。純チタン2種と呼ばれるTP340がよく使われる。
銅
銅は耐食性、電気伝導性、熱伝導性、展延性に優れ、非磁性であるため一部の特殊な用途に向くが、引っ張り強さのような機械的強度では劣るため構造材料には向かない。電気配線での端子止めなどにも使用される。ねじの材料には無酸素銅の他にも多様な銅合金が使用される。銅は多様な合金が存在するが、亜鉛20%以上を含む銅合金は「真鍮」や「黄銅」と呼ばれるものがねじ類の材料に使用される。銅と亜鉛の割合によって「七三黄銅」や「六四黄銅」と呼ばれるものがある。銅と亜鉛に鉛を少し加えた合金は「快削黄銅」と呼ばれ切削加工に向く。銅と亜鉛にすずを少し加えた合金は「ネーバル黄銅」と呼ばれ海水への耐食性が高い。銅にすずと少量のりんを加えた「りん青銅」も耐食性や耐摩擦性、強度が比較的高く、非磁性でもある。

### プラスチック
プラスチックは金属に比べて強度や耐熱性で劣るが、一般には軽量性、電気絶縁性、非磁性、耐錆性などで優れ、透明性や耐薬品性を備えたものもある。また頭部だけがプラスチックで軸部は金属製の「つまみねじ」や「ノブボルト」といったねじがある。
以下にプラスチックねじの材料について、個別に記す。
ポリアセタール（POM）
引張強さと曲げ強さが優秀であり、摩擦係数は小さく耐摩擦性に優れる。吸振性に優れ防音に向く。強酸以外の薬品や有機溶剤に耐える
ポリプロピレン（PP）
プロピレンを重合させた熱可塑性樹脂で、強度が高く、吸湿性がなく、耐薬品(酸、アルカリを含む)性に優れている。
ポリビニリデンフルオライド（PVDF）
熱可塑性フッ素重合体のひとつで、高価であるが、高純度、高強度や耐薬品性、熱耐性に優れる。
ポリカーボネート（PC）
強度や耐衝撃性、電気絶縁性、非磁性に優れ、特に透明性に優れる。
ガラス繊維強化ポリアミド（PA+GF50%）
ポリアミド（ナイロン）にガラス繊維50%で強化したもの。引っ張り強さと曲げ強さではエンジニアリングプラスチック中で最大であり、耐油性、耐熱性、電気絶縁性や非磁性に優れるため、金属の代替として使用される
四フッ化エチレン（PTFE）
耐熱性、耐薬品性に優れ、強い腐食性をもつフッ化水素酸にも溶けない。また、摩擦係数の小さい物質である。
ポリエーテルエーテルケトン（PEEK）
耐熱性・耐薬品性に優れる。
ポリフェニレンスルフィド（PPS）
耐熱性・耐薬品性に優れる。
熱可塑性ポリイミド樹脂（PI）
極めて軽量かつ過酷な環境に強い。

### セラミックス
セラミックスは線膨張係数が鉄に近く、耐熱性、断熱性、耐錆性、耐薬品性などで優れている。
- アルミナ（Al2O3）
- ジルコニア（ZrO2）

## 表面処理など

### 耐食性向上
耐食性向上などを目的に、以下のような表面処理が行われる。
電気めっき
電気めっきは、陽イオンとなる金属の溶液中に対象物を漬け、対象物に電圧を掛けて陰極とすることで表面に金属を析出させるめっき法である。亜鉛めっき、ニッケルめっき、クロムめっきなどが行われる。亜鉛めっきは安価でありよく使用される。亜鉛めっきはそのままでは亜鉛が酸化されやすいので、めっき後にクロム酸塩溶液中に浸してクロメート皮膜を作るクロメート処理が行われることが多いが、クロム酸塩溶液は人体や環境に有害な六価クロムを含むため、三価クロムのような代替法が開発されている。
無電解めっき
無電解めっきは電気めっきのように電気を流さずに、異種金属間のイオンカ傾向の差による還元反応を利用しためっき法である。析出される膜厚が比較的均一となり、プラスチックのような電気伝導性のない材料でもめっきできる。ニッケルめっき、スズめっき、金めっき、銀めっき、銅めっきなどがあり、ねじ部品ではニッケルを90-92%、燐を8-10%含むニッケルめっきがよく行われる。
アルマイト処理
アルマイト処理は陽極酸化皮膜処理とも呼ばれる。電気めっきとは逆に金属皮膜を付けたい材料を陽極にして金属皮膜を付ける。アルミニウムの表面処理に利用される。
黒染め
黒染めは、鉄の表面に四三酸化皮膜を作る処理である。カセイソーダに反応促進剤、染料などを溶かした水溶液を140℃程度に熱して鋼鉄材料を漬けて煮る。四三酸化皮膜は鉄の酸化皮膜であるが不動態でありそれ以上の酸化を防ぐ。コストは安いが皮膜の厚みが1ミクロン程度と薄く、めっきに比べると耐食性では劣る。

### 硬さ調整
硬さ調整などを目的に、以下のような熱処理が行われる。
焼き入れ
高周波焼き入れ
高周波焼き入れは鉄鋼材料の外部や内部にコイルを置いてそれに高周波電流を流すことで鉄鋼材料の表面に誘導電流を生じさせ、ジュール熱によって表面のみを短時間高温にすることで焼き入れを行うものである。コイルの位置によって特定部分の表面だけを焼き入れすることも可能である。
浸炭焼き入れ
低炭素鋼を900℃以上に熱して炭素雰囲気中に置き、表面から炭素を拡散させる焼き入れ処理である。表面のみを炭素含有量に富む鋼鉄となり、内部は粘り強いが外部は硬い製品ができる。
焼き戻し
焼き入れ処理の後、硬さが上がり脆くなった材料を焼き入れの温度より低い温度で加熱してから急冷する。これによって硬さを少し下げて粘り強さを取り戻す。
焼きなまし
焼き戻しに似ているが、焼き入れより低い温度で加熱してから徐々に冷やしてゆく。これによって残留応力を除去し、また結晶組織を均一にする。

## 力学的強度
締結に使われるおねじ（この節内の以下では単に「ねじ」と表記する）は、引っ張り荷重、ねじり荷重、せん断荷重という3種類の外力に耐える必要がある。それぞれの荷重から、ねじに必要な直径が求められる。

### 引っ張り荷重

ボルトとナットに加わる垂直方向の力

ねじの軸方向に沿って加わる荷重は「引っ張り荷重」と呼ばれる。ねじの材質が均等であると仮定して、断面積当たりの引っ張り荷重に耐える強さは引っ張り強さと呼ばれ、ねじの強度を数値で示す主要な指針の1つである。引っ張り強さ σ [N/mm2] は有効断面積 A [mm2] と引っ張り荷重 W [N]で以下のように表される。
{\displaystyle \sigma ={\frac {W}{A}}}
また、1 Pa = 1 N/m2 の関係から、1 MPa = 1 N/mm2なので、応力の単位は N/mm2 よりも MPa で表されることが多い。
おねじの谷の径 d1 [mm] から、有効断面積 A [mm2] は以下で表される。
{\displaystyle A={\frac {\pi }{4}}d_{1}^{2}}
おねじの谷の径は外径 d の約0.8倍であることから、d1 = 0.8d とすると、引っ張り強度 W は次の式で表される。
{\displaystyle W=A\sigma ={\frac {\pi }{4}}d_{1}^{2}\sigma ={\frac {\pi }{4}}(0.8d)^{2}\sigma \simeq {\frac {1}{2}}d^{2}\sigma }
上式から、おねじの許容引っ張り応力を σa [MPa] としたときのねじの直径 d は次式となる。
{\displaystyle d={\sqrt {\frac {2W}{\sigma _{a}}}}}

### ねじり荷重
ねじの軸を中心とする回転方向に加わる荷重は「ねじり荷重」と呼ばれる。一般にねじにおけるねじり荷重は引っ張り応力の約1/3が加わるものとして扱われている。引っ張り応力にねじりによる応力を加えると軸方向には4/3倍が力が加わる。これを上で現れた式

ボルトとナットの軸とは直角方向の力

{\displaystyle d={\sqrt {\frac {2W}{\sigma _{a}}}}}
に代入すると、下の式が得られる。
{\displaystyle d={\sqrt {\frac {2\times {\frac {4W}{3}}}{\sigma _{a}}}}={\sqrt {\frac {8W}{3\sigma _{a}}}}\ }

### せん断荷重
ねじの軸と直角方向に加わる荷重は「せん断荷重」と呼ばれる。ねじの許容せん断応力 τa [MPa] とそのねじの外形 d [mm] は次の式で表される。
{\displaystyle {\begin{aligned}\tau _{a}&={\frac {W}{{\frac {\pi }{4}}d^{2}}}\\d&={\sqrt {\frac {4W}{\pi \tau _{a}}}}\end{aligned}}}
一般に軸部のせん断強さは引っ張り強さの約60%である。

## 強度区分
JISでは、ねじの強度を示す10段階の強度区分が設けられている。
3.6 - 4.6 - 4.8 - 5.6 - 5.8 - 6.8 - 8.8 - 9.8 - 10.9 - 12.9
3から12までの左側の数字は「呼び引っ張り強さ」を示し、数字×100N/mm2である。
6から9までの右側の数字は、呼び引っ張り強さに対する「降伏点」の比率を示し、その比の小数点1位が数字で示される。
例えば、呼び引っ張り強さ:1,200N/mm2、降伏点：1,080N/mm2は「12.9」である。JISでは10段階のそれぞれで呼び引っ張り強さと降伏点の他に、硬さや破断伸び、衝撃エネルギーなども定められている。
ナットについても7段階の強度区分が設けられている。
4 - 5 - 6 - 8 - 9 - 10 - 12

## 締緩作業

### ねじの締め方
ねじは回転させることで締め付けて固定したり緩めて外す部品であり、その締緩作業を行うための工具としてドライバーが用いられる（ナットとボルトの締緩作業にはレンチが用いられる）。ねじを締める場合に必要以上の力を加えると接合される部品やねじそのものを破損してしまう（いわゆる「ねじが馬鹿になった」状態）ことになるため、重要な部品などではトルクドライバー（トルクレンチ）などが用いられる。

#### 軸力管理[54]
ねじの主な役割は、締めつけにより発生する軸力で物を締結することであるから、物の締結力を制御するためには、ねじの軸力を管理しなければならない。しかし実際の作業では軸力を直接監視することは困難である。そのため簡便な方法としてトルクレンチで締めつけトルクを管理して、軸力を担保することが多い。しかし、用途によっては更に高精度な軸力管理が求められる。

##### 「弾性域締めつけ」と「塑性域締めつけ」
ねじを締めつけ、軸力（応力）をかけていくと、降伏点までは軸力に比例してねじが伸び、軸力を取り除くと、ねじの伸びは元に戻る。この弾性域範囲内での締めつけが「弾性域締めつけ」であり、ねじの軸力のばらつきが大きいが、ねじのくり返しの使用が可能で、トルクレンチを用いたトルク法による締めつけ管理ができ、締めつけ作業が簡単という特長がある。

対して、降伏点を超え、さらにねじを締めつけて軸力をかけると、比例関係がなくなり、軸力に対して伸びが急激に増えていく。この状態になると、ねじに永久伸びが生じ、軸力を取り除いても元に戻らなくなる。この塑性域範囲内での締めつけが「塑性域締めつけ」であり、ねじに永久伸びが生じるため、くり返し使用ができず、締めつけ作業にも時間がかかる、などの欠点があるが、弾性域締めつけよりも安定した軸力管理を行うことができるから、エンジンの組み立てなどに用いられている。

##### トルク法
トルク法とは、締めつけトルクと締めつけ軸力との弾性域における線形関係を利用した締めつけ管理方法である。締めつけ作業時に締めつけトルクだけを管理する方法だから、トルクレンチでできる比較的簡単な締めつけ管理方法で、一般的に広く普及している。しかし、締めつけトルクは、その全てが軸力として作用するわけではなく、ねじ面や座面の摩擦によって消費される。そのため、同じトルクで締めつけても表面荒さや潤滑状態などによって軸力が大きくばらつくため、摩擦特性の管理に注意が必要である。
そのため、一般的にトルク法によるねじの締めつけは、発生する軸力が降伏点の60％～70%の弾性領域内が望ましいと言われている。

##### 回転角法
回転角法は、スナグ点(ねじと座面を密着させるために必要な締めつけトルクを作用させた点)からのねじ頭部やナットの締めつけ回転角度を、角度割出し目盛板（分度器）や電気的な検出器など管理して、締めつけ軸力をコントロールする方法で、弾性域締めつけ、塑性域締めつけの両方に用いることができる。しかし、弾性域締めつけでは、回転角度による軸力の変化が大きくばらつきやすいため、作業が単なトルク法の方がよく使用されている。一方、塑性域締めつけでは、回転角の誤差による軸力の変化が小さくなるから、ボルトやナットの六角形状を利用した目視による角度管理が可能な場合もある。

##### トルクこう配法
トルクこう配法とは、ねじの締めつけ軸力が降伏点を超えると、軸力に対して急激に伸びが増加する性質を利用した締めつけ法である。締めつけトルクと回転角を電気的なセンサなどで検出して、弾性域と塑性域の変化点をコンピュータで算出し、弾性域限度で締めつけを行う。
必要な装置が他の方法より大がかりだが、ばらつきの要因は材料の降伏点のみのため、トルク法や回転角法よりも軸力のばらつきが小さい方法である。そのため自動車のエンジンやシリンダヘッドのボルトなど、締めつけの信頼性の高さを求められる場合に用いられている。

##### その他の方法
これらの締めつけ管理方法以外にも、ねじの伸びを直接測定し管理する測伸法や、ねじを高温に加熱して伸びを与えて、取りつける際の温度を管理する加熱法などがある。

### 緩みの原因
締結に使用されるねじでは、その緩みは問題を引き起こすことがあり、避けられねばならない。ねじの緩みはねじ自身が回転して緩むものと、回転を伴わずに緩むものがある。
回転による緩み
回転による緩みでは、一度締め付けたねじが何らかの理由で締めが戻る方向にねじが回転することで緩んでしまうものである。いずれも繰り返し加えられる外力や振動によってねじが回転し、その力の向きは次に示す方向に分解できる。
- 軸方向（垂直方向）
- 軸に直角となる横方向
- 軸を中心とする回転方向

軸方向での荷重の増減や衝撃力が加わるだけでもそれが繰り返されることでねじの回転による緩みが生じることがあり、軸に直角方向では変位や衝撃力が繰り返されるだけでも同様の緩みが生じることがある。

回転によらない緩み
回転によらない緩みでは、ねじやボルトが締結時に持つ予張力が失われることで緩みとなって現れる。
初期緩み
締め付け直後から、負荷ねじ面、ナット座面、ボルト頭座面、被締結部材接合面のそれぞれにおいて加工時の凹凸が締結圧力を受けて次第に平面状や相互の凹凸に応じた形へと変形して行き、緩みの要因となることがある。
陥没
被締結部材が柔らかい材質の場合、被締結表面部へ塑性的に陥没することで緩みの原因となることがある。
微動摩耗
締結接触面同士が微動することで摩耗し、緩みの原因となることがある。

### 緩み防止

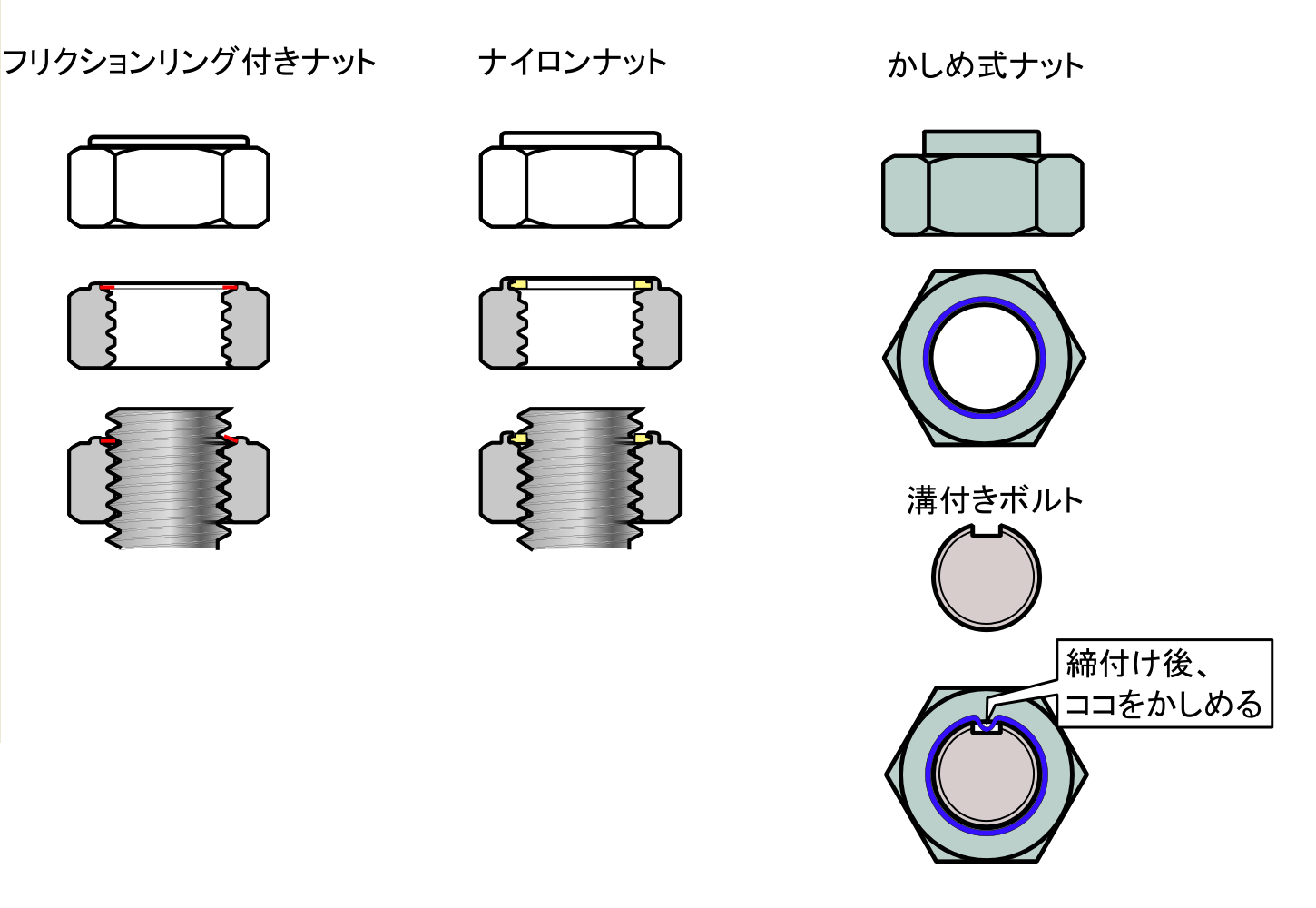
緩み防止ナット（3例）

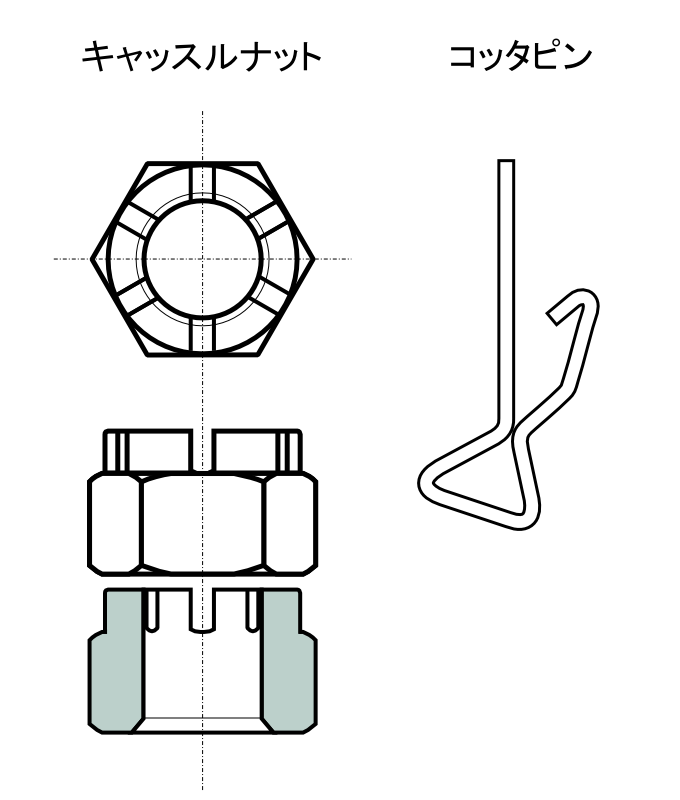
キャッスルナットとコッタピン

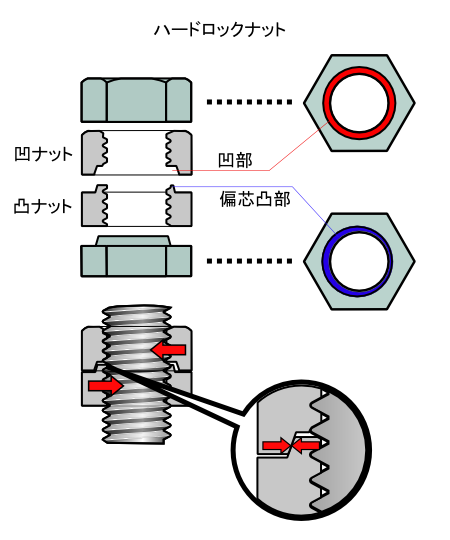
ハードロックナット

緩み防止のため、以下に示す多様な方法が考案されている。

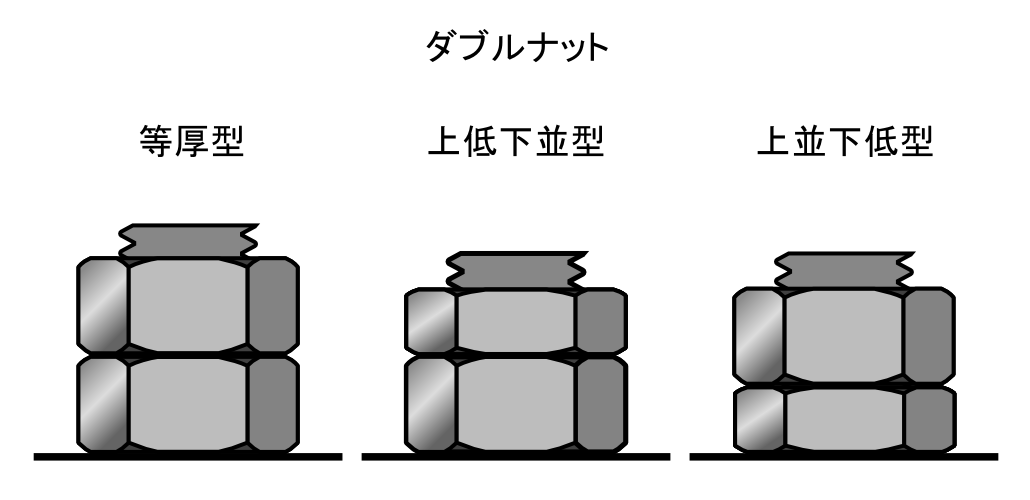
ダブルナット
最も一般的な緩み防止方法にダブルナットがある。2つのナットを工具で互いに逆方向に締めること（羽交い絞め、ロッキングという）で緩みを防止する。2つのナットの組み合わせによって3種に分類される。
- 等厚型：同じ厚みの六角（並）ナットを使用するので上下の位置の問題は生じない
- 上低下並型：上に六角低ナットを、下に六角（並）ナットを使用するものであり、軸力は上のナットにかかるため強度不足となる可能性があるが、知識欠如などによる勘違いから施工事例は多い。
- 上並下低型：上に六角（並）ナットを、下に六角低ナットを使用するもので、工学的に正しい施工法であるが、薄いスパナを用意する必要がある。

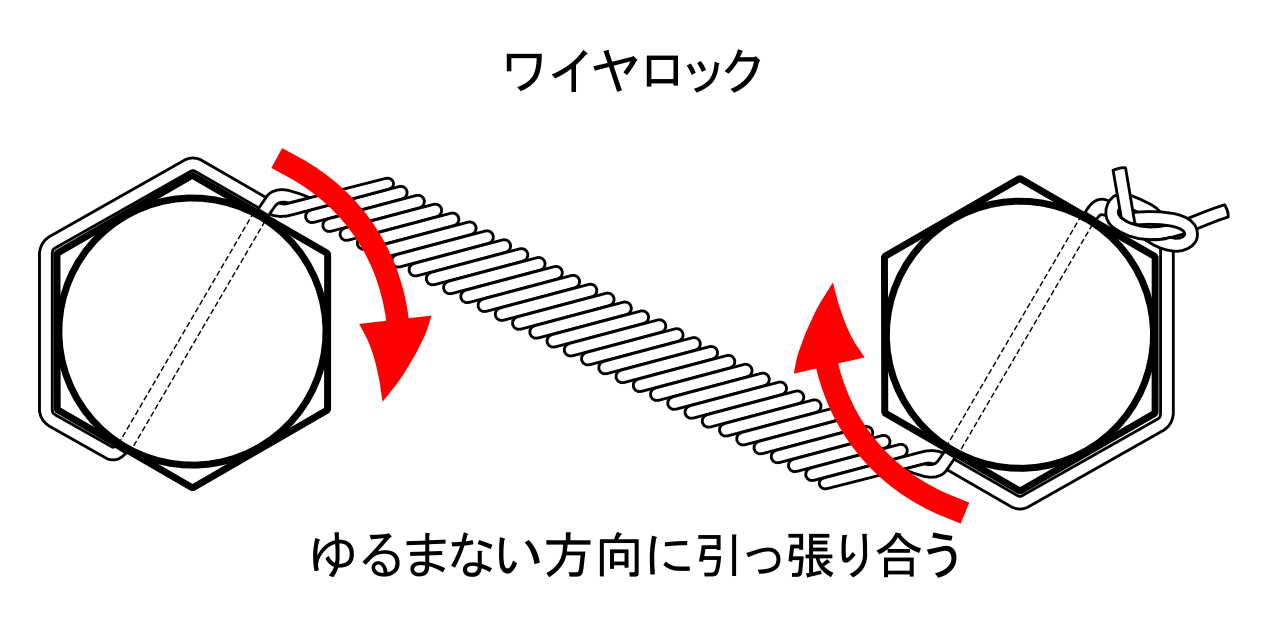
ダブルツイストワイヤの例
2重のワイヤで締まる方向に引っ張られている。

ワイヤロック

ワイヤロックとは、ボルトの側面に穴を開けてそこに針金を通し、他の部品やボルト同士を結び付けることでボルトの回転止めや脱落を防止する手法である。ダブルツイストワイヤ法では、各ボルト同士の間に往復2本のワイヤが走り、それら2本は全て捻じられる。シングルワイヤ法では各ボルト同士の間は1本のワイヤが走る。いずれの方法でもワイヤが張られる方向は（右ねじでは）時計回りに引っ張られるように留意され、ねじの緩みが防止される。航空機産業のような安全確実な締結が求められる用途で用いられる。
セレーションとフランジ
ボルトやネットの締結表面部のギザギザの面はセレーションと呼ばれる。ボルトやネットの締結面だけ広い径にした部分はフランジと呼ばれる。共に締結表面での接触面の抵抗を増すことで緩みを防ぐ工夫である。近年ではダブルナットの特殊なものとして、右ねじと左ねじが同じ1本のねじに刻まれて、2つのナットの回転方向が別々となるような製品も登場している。
座金
陥没による緩みを避けるために座金が使われる事があり、同様の理由で大きめの径のナットが使われる事がある。
フリクションリング付きナット

ナットに付いた板バネでボルトのおねじを押さえつけることでナットの緩みを防止する。「U-ナット」とも呼ばれる。
ナイロンナット
ナイロン製のリングをナットの上部に埋め込んでおき、このリングがボルトのねじ山に食い込むことでナットの緩みを防止する。ロックナットを参照。
かしめ式ナット
かしめ式ナットでは、ナットの一部が肉薄の円筒状になっており、締め付け後におねじ部の溝にこの薄い部分をかしめてナットの回転を防止する。かしめナットとは異なる。
割りピン付きボルト
ボルトの先近くに割りピンを刺すための穴が付けられている。
キャッスルナット（溝つきナット）とコッタピン（割りピン）

ねじ頭に6分割や12分割の溝が切られたキャッスルナットとコッタピンは、ピンを通すための穴が開けられた割りピン付きボルトと共に用いられる。ボルトには適正な箇所に穴がなければならず、締め付け角度も制限される、作業時間とコストが増すなどが不利な点も多いが、緩み止めとして確実性があるため車輌や産業機械で広く使われている。六角部に切り込みがありものと、六角部から上に出ているものとがある。
精密ロックナット
精密機械でのベアリングなどを固定する目的で、ナットの外周部にめねじの軸方向にめねじ付きの小穴が開けられており、いもねじで固定する。
舌付き座金
座金に「舌」と呼ばれる突起を付けて、締結側とナットの両方を噛み合わせることでナットが回転しないようにする。締結側の適切な位置に穴のような舌の保持部分が必要になる。
組み合わせ座金
ねじのリード角より大きな斜面を放射状に持つ2枚対向する座金を用いる。仮にナットが緩み方向に回転しようとしても2枚のナットの間隔が広がるので軸力が増すように働く。
偏心テーパ二重ナット

テーパの付いた2つのナットが噛み合うだけでなく、片側が偏心しているので軸に対して直角方向の力も働き、緩み防止が行える。
コイルスプリング
コイル状のスプリングをナット側で余ったボルト先端に装着することで、ナットの脱落を防止する。
ロックボルト
航空機での使用が多い。防犯用ボルトや「アンカーボルト」を意味する場合もある。
接着剤やシールテープで緩み止めを行う方法もある。

### ねじの緩め方
小ねじやボルト、ナットは古くなったり、不適切な方法で緩めようとしてねじの頭を潰したりして外れなくなる時がある。
オイルスプレーを大量に吹きつけ十分に時間を置いて浸透させてから回す方法もあるが、固着したねじは多く場合密着していてオイル類は浸透しない場合も多々ある。
この場合、バーナーでナットあるいはボルトを熱すると金属が膨張するので、比較的緩められるケースが多く、バイク・自動車整備でもよく行われている。スプレー式ガスバーナーの説明書にも「固着したねじを緩める」などの利用法が書いてある。しかしこれはある程度太いねじの方法であり、細いねじで行うと熱による強度低下でねじ自体が折れる場合が多い。
一般にねじは時間の経過と共に熱や錆などで固着することが多く、無理にこじってねじ頭を潰してしまうことがある。頭をプライヤのようなや一般工具や ショックドライバー等の潰れたねじ専用の工具で回すことも多くの場合は可能である。接着剤で頭に何か物を貼り付けて回す方法もある。ねじ頭が取れてしまった場合や虫ねじのように最初からねじ頭のないねじで穴が潰れた場合には、ドリルで残ったねじに穴を開けて棒をねじ込み回すボルトツイスタと呼ばれる専用工具もある。植え込みボルトが外せなくなった場合にはスタッドプラーと呼ばれる専用工具があり、ねじ部を掴むものとねじ部を避けてねじのない軸部を掴むものがある。ナットが回らなくなった場合には、ナット側面に爪状の突起を食い込ませて割りナット内径を広げて回したり、2箇所からナットを割り分割し除去する、ナットスプリッタと呼ばれる専用工具がある(ナットを破壊する事になるので、ナットは交換となる)。また、最悪の場合にはボルトそのものがある場所を強力なドリルでめねじごと取り除いて大きな穴を開け、必要ならその跡に改めて大き目の径のめねじを切って新たに大きい径のボルトを使用する方法もある。鋼鉄など金属の場合には大きくなった穴を溶接技術で埋めることも可能であり、木材の場合には接着剤などで穴を塞いでから新たに穴を穿つことも行われる。

## ぜんまいでのねじ
ぜんまいばねを巻き上げる仕掛けとその取手もねじと呼ばれる。ねじ部品ではその溝の立体配置がヘリコイド（helicoid）を基本としているのに対して、ぜんまいばねでは多くがスパイラル（spiral）を基本としている。日本語ではいずれも「螺旋」と呼ばれるため、若干のあいまいさがある。

## その他の補足
- めねじに挿入され、より小径のめねじとして機能するコイル状のヘリカルインサートや蛇腹状の管で一体型の特殊インサート、緩み止めとして使用されるものなど、各種のインサート製品がある。
- はすば歯車は、ねじの要素を持っている。
- 電気洗濯機や電気冷蔵庫では、本体を水平に設置するために底部にねじで高さを調整できるようにした調節脚を付けているものも多い。
- 火薬の爆発によって一瞬で切断される「分離ボルト」や「爆破ボルト」とも呼ばれるものは、多段式ロケットの接続分離に使用される。
- 油圧テンショナ：プラント設備などの大型重量物でのねじ締結作業では、ねじをそのものを回して締結する前に、ナット側で十分長く飛び出たボルトのねじ部を油圧テンショナと呼ばれる専用の締め付け装置によって軸に垂直方向でボルトを引いておき、自由なナットを回転させて締結する手法が採られることがある[2]。
- 家電リサイクルの立場から家庭電気製品の解体を迅速に行えるように製造時から配慮が求められる。締結に金属ねじを多用している現在の電気製品では、破棄される時点でねじが錆びなどで固着してしまって思うように解体が進まないことが問題となる。形状記憶機能を持つプラスチックねじを使用して、ある一定上の温度まで加熱すればねじ山が消える工夫が検討されている[62]。
- キャップスクリューcap screwとは、頭のついたおねじ部品を指す。
- ねじに限った事ではないが、円筒など円であることを示す際には、一般に直径を表す数値の前に丸に左下がりの斜線を入れた直径記号{\displaystyle \varnothing \ }を付ける。この記号はギリシャ文字φΦ（ファイ）に見立て、しばしば「パイ」と呼ばれる。例えば「{\displaystyle \varnothing \ }8」はメートル単位系であれば直径8mmの円を表し、日本においては「まる・8」「8ミリまる」「8パイ」などと読まれる。また、日本ではインチ単位について、慣用的に1/8インチを一単位として分・厘で呼ぶ事が多い。この場合、例えば、1/4インチは「2分」、3/16インチは「1分5厘」となる。

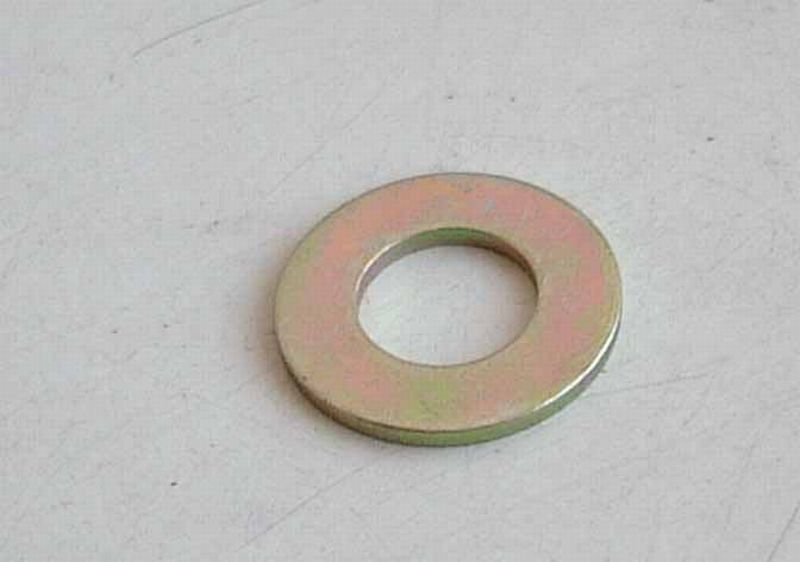
平座金
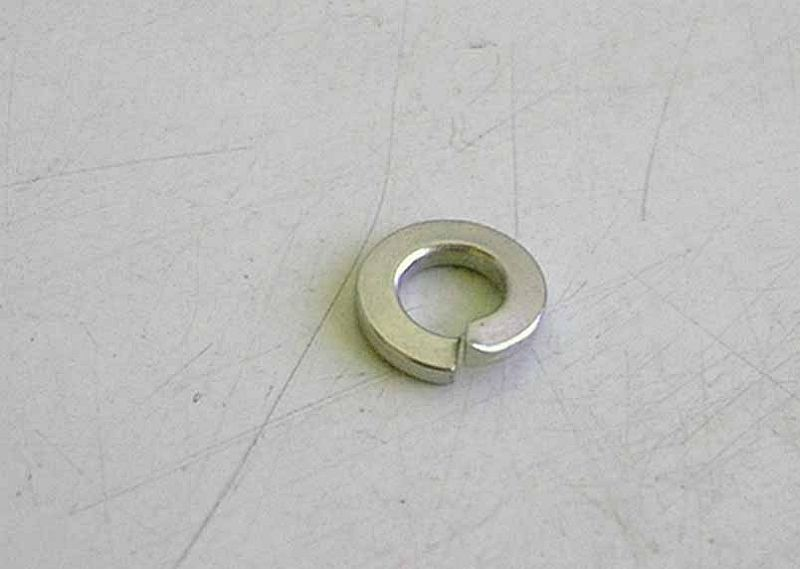
ばね座金
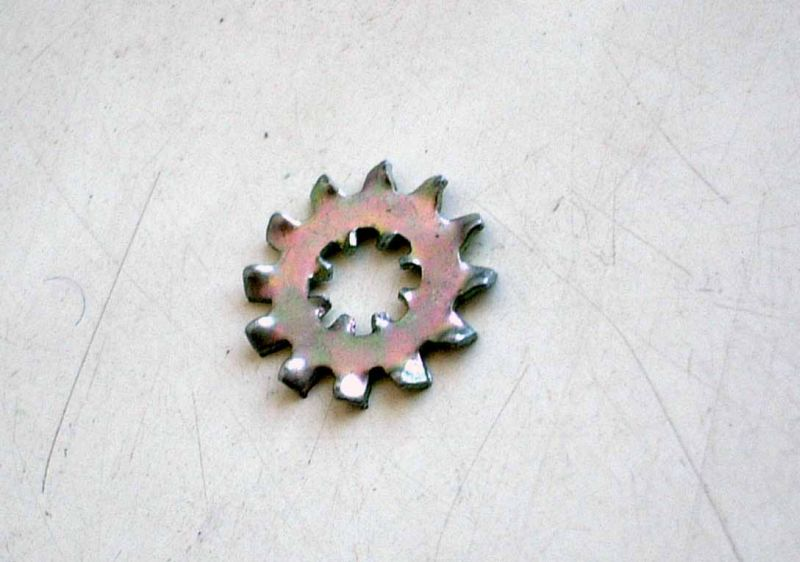
歯付き座金（菊座）

## ねじが使われる言い回し
ねじが外れてる（抜けてる、足りない）
相手の無知、馬鹿さ加減を表現する言葉。冒頭にはたいてい「頭の」と付く。また、○○本抜けている、と添えて外れているねじの本数で相手の無知さ加減を表現する。
ねじが緩む
きちっと締めてあったねじが長年の使用と共に徐々に緩んでくるように、規律が緩んで緊張感なく、ダラけている様子
ねじを巻く
この場合のねじは、正しくは「ぜんまい」のねじである。ぜんまいはねじを巻いて動力を得ることから、停滞している状況や、行動・態度がだらしない人や集団を叱咤激励によりふたたび本来の働きに戻すこと。
逆ねじを食らわす
さかねじと読む。討論などの場で、異論や非難・抗議する相手に対し、逆に非難し逆襲をすること。
ねじが馬鹿になる
過度の締付トルクで力任せにねじを締め込み過ぎ、めねじを破損した状態。ねじ穴が馬鹿になる、ねじ山が馬鹿になる、とも表現される。ねじ切れてしまったとも表現される。こうなってしまうと、いくらねじを締めても、いつまでもクルクルねじが回り締め付けることはできない。修理はほぼできないので、対応策としては1サイズ大きなタップを切り直すしかない。ねじ頭のドライバーをあてるみぞ部分を壊してしまうことは「ねじをなめる」と表現する場合がある。